# 네빌 체임벌린
|  |  | 알찬 글 후보 검토 진행 중 (참여하기) |

아서 네빌 체임벌린(영어: Arthur Neville Chamberlain, /ˈtʃeɪmbərlɪn/, 1869년 3월 18일~1940년 11월 9일)은 1937년 5월부터 1940년 5월까지 영국의 총리를 지내고 1937년 5월부터 1940년 10월까지 보수당의 대표를 지낸 영국의 정치인이었다. 유화정책으로 가장 잘 알려져 있는데, 1938년 9월 30일 뮌헨 협정에 서명하여 아돌프 히틀러가 이끄는 나치 독일에 체코슬로바키아의 독일어권 주데텐란트 지역을 양도하도록 중재했던 것으로 대표된다. 1939년 9월 1일 폴란드 침공으로 제2차 세계 대전이 발발하고, 이틀 뒤 체임벌린은 독일에 선전포고한 뒤, 1940년 5월 10일 총리에서 사임하기 전까지 8개월 동안 전시 상황의 영국을 이끌었다.
사업을 벌이고 지방 정부에서 일하던 체임벌린은 1916년과 1917년 동안 잠시 국가 서비스 책임자를 수행했고, 이후 49세의 나이로 아버지 조지프 체임벌린과 이복형 오스틴 체임벌린의 뒤를 이어 1918년 영국 총선에서 버밍엄레이디우드 지역구의 하원의원 후보로 출마하여 당선되었다. 체임벌린은 지위가 낮은 장관직을 거부하며 1922년까지 하원의원으로 지냈으며, 이후 1923년 보건부의 장관으로, 다음에는 재무장관으로 빠르게 승진했다. 노동당이 짧게 정권을 잡은 뒤, 보건부 장관으로 복귀하여 1924년부터 1929년까지 다양한 개혁 조치를 도입했다. 1931년 국민정부의 재무장관으로 임명되었다.
1937년 5월 28일 체임벌린은 스탠리 볼드윈의 뒤를 이어 영국의 총리로 임명되었다. 체임벌린은 임기 내내 공격적으로 변하는 독일에 대한 외교를 수행했고, 대표적으로 뮌헨 협정을 이끌어낸 유화정책은 당시 영국인들에게 널리 인기를 얻었다. 체임벌린은 히틀러의 지속적인 확장적 행보에 대응하여 폴란드가 공격을 받을 경우 폴란드의 독립을 보장하겠다고 약속했으며 이후 독일이 폴란드를 침공하자 실제로 참전했다. 연합군이 독일의 노르웨이 침공을 막지 못하자 하원은 역사적인 '노르웨이 토론'을 열었다. 여기서 체임벌린은 의회 내 모든 정당들로부터 참전에 대한 엄청난 비판을 받았고, 새로 진행된 투표에서 그의 보수당은 다수당 지위를 잃었다. 체임벌린은 모든 주요 정당의 지지를 받는 국가 정부가 필수적이라는 것을 받아들이고, 노동당과 자유당이 자신의 정책을 따르지 않는다는 이유로 총리직에서 사임했다. 총리직은 동료였던 윈스턴 처칠이 이어받았지만, 그는 여전히 보수당의 당대표였다. 1940년 9월 22일 건강이 악화되어 사임할 때까지, 체임벌린은 전시 내각의 주요 구성원이자 추밀원 고문관으로서 처칠이 없는 동안 내각을 이끌었다. 처칠에 대한 체임벌린의 지원은 1940년 5월 전시 내각 위기 동안 매우 중요했으며, 체임벌린은 총리직에서 사임한지 6개월 후인 11월 9일 71세의 나이에 암으로 사망했다.
체임벌린에 대한 평가는 역사학자들 사이에서 여전히 논란의 여지가 있다. 정책에 대한 초기의 좋은 평가는 1940년 7월 출판된 책  《유죄인들》(Guilty Men) 등과 같은 비판 여론으로 완전히 사라졌다. 이 책은 체임벌린과 그의 내각이 뮌헨 협정에 서명한 것과 자국을 전쟁에 대비시키지 못한 것에 대해 비판했다. 체임벌린의 죽음 이후 세대에 속한 대부분의 역사학자들은 이와 유사한 견해를 가졌으며, 그 중심에는 처칠이 《다가오는 폭풍》(The Gathering Storm)에서 제시한 주장이 있었다. 이보다 더 후대의 일부 역사학자들은 체임벌린과 그의 정책에 대해 더 호의적인 평가를 내렸는데, 이는 정부 문서가 30년 기밀 규정에 따라 공개된 후 체임벌린과 그의 정책에 대해 보다 긍정적인 시각을 취할 수 있도록 만들었기 때문이다. 이들은 1938년에 독일과 전쟁을 벌이는 것은 영국이 준비되지 않은 상태에서 재앙적 결과를 초래했을 것이라고 주장한다. 그럼에도 불구하고, 체임벌린 여전히 역대 영국의 총리 중에서 가장 부정적으로 평가되는 인물 중 한 명이다.

## 생애 초기와 정치 경력(1869~1918)

### 어린 시절과 사업

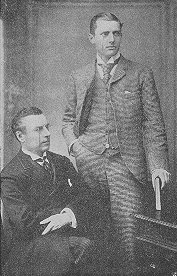
1892년 조지프 체임벌린(오른쪽)과 오스틴 체임벌린의 모습.

체임벌린은 1869년 3월 18일 버밍엄의 에지바스턴 지구에 위치한 '사우스본'(Southbourne)이라고 불리는 집에서 태어났다. 체임벌린은 나중에 버밍엄 시장이자 장관이 될 조지프 체임벌린과 그의 후처인  플로렌스 켄릭 사이에서 태어났다. 어머니는 체임벌린이 어렸을 때 사망했으며, 아버지는 전처와의 사이에서 오스틴 체임벌린이라는 또다른 아들을 두었다. 체임벌린 가족은 유니테리언주의 가정이었지만, 조지프는 네빌 체임벌린이 여섯 살이 되던 해에 종교를 버렸고 자녀들에게 종교적 신념을 요구하지 않았다. 이후 네빌 체임벌린은 어떤 종류의 예배에도 참석하는 것을 좋아하지 않았고 조직된 종교에 관심을 보이지 않으며, 후에도 자신을 공식적인 신앙이 없는 유니테리언이자 "경건한 불가지론자"라고 묘사했다.
네빌 체임벌린은 집에서 누나인 베아트리스 체임벌린에게 교욱을 받았고, 이후에는 럭비 스쿨에 다녔다. 이후 아버지 조지프는 체임벌린을 현 버밍엄 대학교인 메이슨 과학대학교에 보냈고, 체임벌린이 그곳에서 공부하는 데 관심이 거의 없자 1889년 회계 회사에 견습생으로 보냈다. 6개월 만에 체임벌린은 월급을 받는 직원이 되었다. 아버지는 줄어든 재산을 회복하기 위해 어린 아들인 체임벌린을 보내 바하마의 안드로스섬에 사이잘 농장을 세웠다. 네빌 체임벌린은 그곳에서 6년을 보냈지만 농장은 실패했고, 아버지는 50,000 파운드(2025년 기준 5,905,000 파운드)의 손실을 입었다.
영국으로 돌아온 네빌 체임벌린은 가족의 도움을 받아 사업에 뛰어들어 강철선박 제조업체인 호스킨스 & 컴퍼니를 인수했으며, 체임벌린이 전무이사로 재직하는 17년 동안 회사는 크게 번영했다. 또한 체임벌린은 버밍엄에서 시민 활동에 참여했고, 1906년 버밍엄 종합병원의 이사로서 15명 이하의 인사들과 함께 영국 의사 협회의 전국 병원 위원회의 창립 멤버가 되었다.
40세가 될 때까지 체임벌린은 자신이 독신으로 남을 것이라고 생각했지만, 1910년 결혼식을 통해 알게 된 앤 콜과 사랑에 빠져 이듬해에 결혼했다. 앤 콜과 체임벌린은 1907년 잉글랜드 은행 이사 알프레드 클레이튼 콜과 결혼한 조지프의 형제 허버트의 캐나다 태생 미망인 이모 릴리안을 통해 만났다.
앤 콜은 체임벌린이 지방 정치에 입문하도록 격려하고 지원했으며, 하원의원으로 선출된 뒤에도 끊임없는 동반자, 도우미, 신뢰할 수 있는 동료가 되어 주택과 기타 정치, 사회 활동에 대한 그의 관심을 온전히 공유했다. 부부는 아들과 딸을 각각 한 명씩 가졌다.

### 정계 입문
체임벌린은 처음에 정치에 거의 관심을 가지지 않았지만, 체임벌린의 아버지와 이복형은 하원에 속했다. 1900년 총선의 "카키 선거" 동안 체임벌린은 아버지의 자유연합당을 지지하는 연설을 했다. 자유연합당은 보수당과 연합했고 나중에 "연합당"이라는 이름으로 합당하여 1925년부터 "보수연합당"이라는 이름으로 알려지게 되었다. 1911년 체임벌린은 아버지의 의회 선거구에 위치한 버밍엄 시의회의 올세인츠 와드 지구에서 자유연합당 후보로서 성공적으로 출마했다.

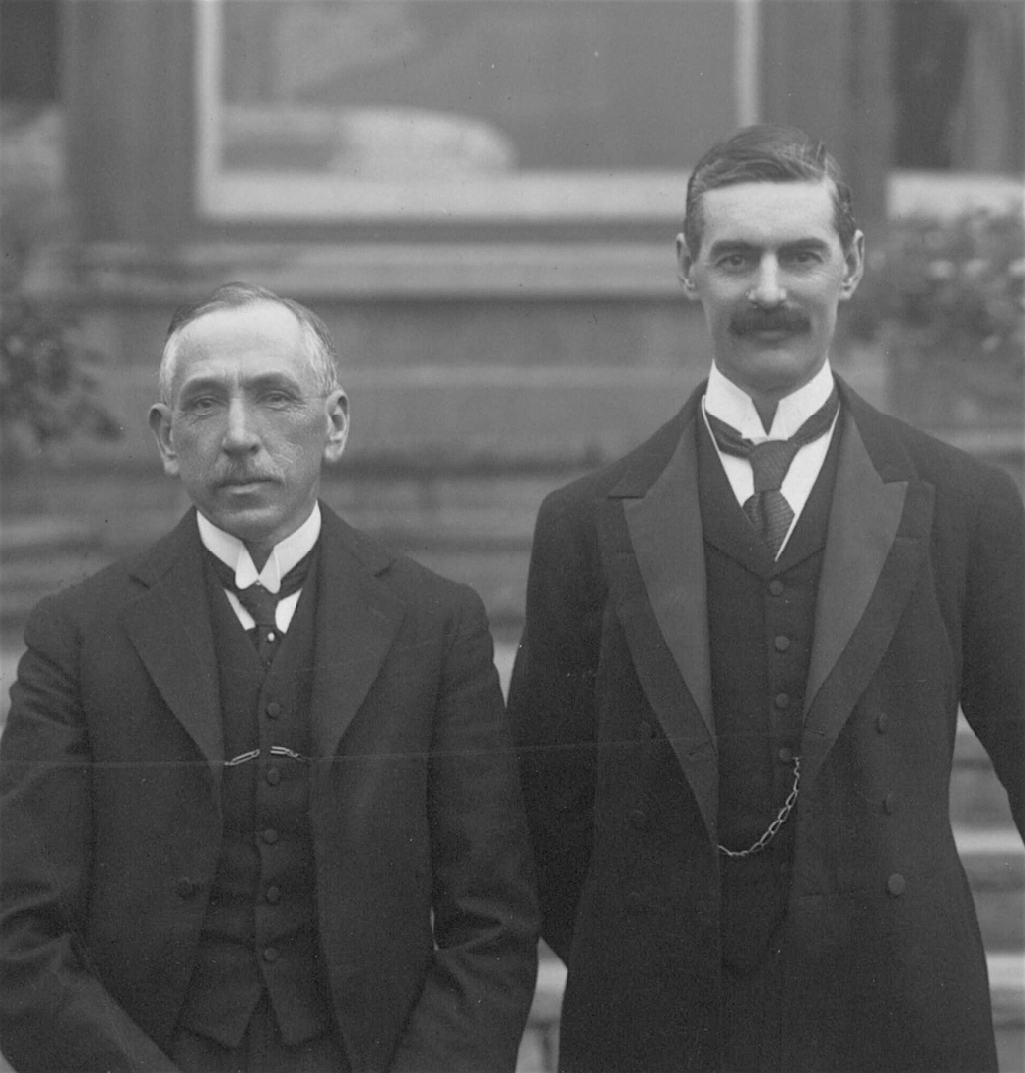
1916년 5월 호주의 총리 빌리 휴스와 함께 있는 버밍엄 시장이 된 체임벌린의 모습.

체임벌린은 도시 계획 위원회의 위원장이 되었다. 체임벌린의 지시에 따라 버밍엄은 영국의 최초의 도시 계획 중 하나인 제시안을 채택했지만, 1914년 제1차 세계 대전이 발발하자 이는 실현되지 못했다. 1915년, 체임벌린은 버밍엄의 시장이 되었다. 아버지 조지프 외에도 체임벌린의 5명의 삼촌인 조지프의 동생 리처드 체임벌린, 윌리엄과 조지 켄릭, 찰스 비엘, 토마스 마티노는 버밍엄 최고 시민 대우를 받았다. 전시 중의 시장으로서 체임벌린은 엄청난 업무 부담을 안고 있었고, 의원들과 공무원이 열심히 일해야 한다고 말했다. 체임벌린은 시장 경비 수당을 반으로 줄이고 재임자가 수행해야 할 공식 행사 횟수도 축소했다. 1915년 체임벌린은 주류 거래에 대한 중앙 통제 위원회 위원으로 임명되었다.
1916년 12월, 데이비드 로이드 조지 총리는 체임벌린에게 징집을 관리하고 전쟁 산업이 충분한 노동력을 동원할 수 있도록 만드는 국가 서비스 책임자라는 새로운 직책을 제안했다. 제안을 수락하고 직책에 있는 동안 체임벌린은 로이드 조지 총리와 갈등을 겪었고, 총리로부터 지원을 받지 못한 체임벌린은 1917년 8월 직책에서 사임했다. 이 일이 있고 로이드 조지와 체임벌린의 관계는 서로 증오할 정도로 악화되었다.
1918년 체임벌린은 하원에 출마하기로 결정했고 버밍엄레이디우드 선거구에서 연합당 후보로 채택되었다. 제1차 세계 대전이 끝나고 거의 즉시 총선이 진행되었는데, 이 총선은 여성이 의회에 출마할 자격을 준 첫 번째 영국의 선거였으며, 이 때 체임벌린이 출마한 버밍엄레이디우드 선거구에서는 영국 전역의 의원 후보로 출마한 17명의 여성 중 한 명인 마저리 코빗 애슈비가 출마했기 때문에 상당히 주목받았다. 이에 체임벌린은 아내의 도움을 받아 여성 유권자들을 타깃으로 삼고 "여성 여러분께"라는 제목의 홍보지를 발행하면서 여성 후보의 총선 출마에 대응했다. 체임벌린은 총선에서 거의 70%의 득표율과 6,833표의 득표수를 기록하며 과반수 이상으로 승리했으며, 당시 49세였던 그는 영국 총리 역사상 가장 늦은 나이로 의회에 입성했다.

## 하원의원이자 장관직(1919~1931)

### 주요 정치인으로 부상

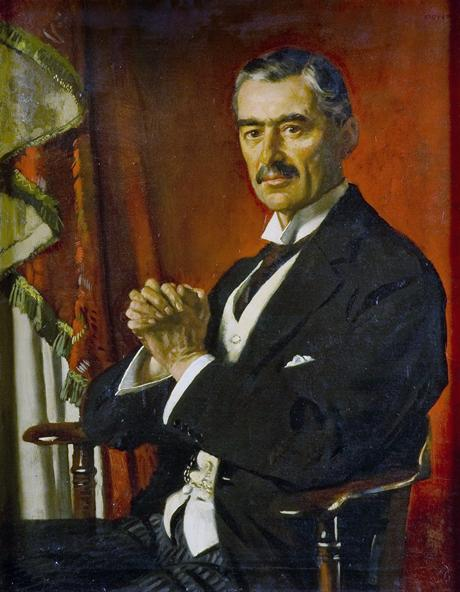
1929년 윌리엄 오픈이 그린 체임벌린의 초상화.

체임벌린은 토론에 참석할 수 없었던 시간을 싫어했으며, 의회 활동과 위원회 업무에 많은 시간을 보냈다. 체임벌린은 '전국 위생 취약 지역 조사 위원회'(National Unhealthy Areas Committee)의 의장이었고 이를 위해 런던, 버밍엄, 리즈, 리버풀, 카디프 등의 도시에 위치했던 빈민가를 방문했다. 이를 지켜본 보너 로는 로이드 조지 총리를 대신해 보건부의 직위를 하나 제안했지만 체임벌린은 로이드 조지 아래에서 일하기를 꺼려 거절했고, 결국 로이드 조지 총리 재임 기간 동안 더 이상 어떠한 직책도 제안받지 못했다. 보너 로가 당대표직을 사임하자 오스틴이 의회에서 연합당 대표가 되었다. 연합당 지도부는 로이드 조지의 국민자유당과 연합하여 1922년 총선에 나설 생각을 가지고 있었지만, 10월 19일 회의를 통해 단일 정당으로 선거에 나설 것이라고 결정했다. 로이드 조지는 총리에서 사임했고, 오스틴도 당대표에서 사임했으며, 보너 로는 다시 복귀하여 총리로서 연합당을 이끌었다.
많은 고위 연합당원들이 보너 로의 밑에서 일하기를 거부하면서, 내각에 속해 있지 않은 평의원이었던 체임벌린에게 상황이 유리하게 작용하며 10개월 동안 재무장관으로 매우 빠르게 승진하게 되었다. 처음에 보너 로 총리는 체임벌린을 우정청 장관으로 임명했고 체임벌린은 추밀원에서 선서했다. 보건부 장관이었던 아서 그리피스 보스카웬이 1922년 의석을 잃고 1923년 3월 보궐선거에서 나중에 내무장관이 될 제임스 추터 에드에게 패배했을 때, 보너 로는 체임벌린에게 그 장관직을 제안했다. 2개월 뒤, 보너 로는 인두암 말기 진단을 받았고, 그 즉시 총리직을 사임했으며 재무장관 스탠리 볼드윈이 새로운 총리가 되었다. 1923년 8월, 볼드윈은 체임벌린을 재무장관으로 승진시켰다.
체임벌린은 재무장관직을 이후 총선에서 보수당이 패배하는 1923년까지 단 5개월 만을 수행했다. 램지 맥도널드는 역사상 최초의 노동당 소속 총리가 되었지만, 그의 내각은 몇 달만에 붕괴되어 새로운 총선이 필요했다. 체임벌린은 불과 77표 차이로 훗날 영국 파시스트 연합을 이끌게 될 오즈월드 모즐리 노동당 후보를 꺾고 승리했다. 버밍엄레이디우드 선거구에 다시 출마한다면 패배할 가능성이 높다고 판단한 체임벌린은 자신이 태어난 버밍엄에지버스턴 선거구로 옮겨 출마했고, 평생 이곳의 의원으로 지냈다. 연합당이 선거에서 승리하고, 체임벌린은 재무장관보다는 이전의 보건부 장관직을 선택했다.
보건부 장관으로 임명된 지 2주 만에 체임벌린은 내각에 제정할 것을 요구하는 25개 법안을 포함한 의제를 제시했으며, 1929년까지 내각은 제안된 25개 중 21개의 법안을 통과시켰다. 체임벌린은 빈민 구호와 일부 지역의 세율 조정을 담당하던 구빈법 위원회(Poor Law Boards of Guardians)의 폐지를 추진했는데, 이는 이 위원회가 노동당의 통제를 받으며 건강상으로 아무 이상이 없는 실업자들에게 구호금을 제공하려는 시도로 정부와 충돌했기 때문이었다. 1929년 체임벌린은 구빈법 위원회를 완전히 폐지시키기 위해 〈1929년 지방 정부법〉을 발의했으며, 두 차례에 걸친 2시간 30분 동안의 연설을 한 체임벌린은 모든 정당으로부터 박수를 받았다. 곧 이 법안은 통과되었다.
체임벌린은 1926년 총파업 동안 화해하려는 태도를 보였지만, 대체적으로 야당인 노동당과 사이가 좋지 못했다. 훗날 노동당 소속 총리가 될 클레멘트 애틀리는 체임벌린이 "항상 우리를 쓰레기처럼 대했다"라고 불평했으며, 실제로 체임벌린은 1927년 4월 "나는 그들의 비참한 어리석음에 대해 점점 더 극심한 경멸을 느끼고 있다"라고 썼다. 노동당과 사이가 좋지 않았던 것은 훗날 총리로서 체임벌린의 몰락에 큰 영향을 미쳤다.

## 재무장관(1931~1937)
볼드윈은 1929년 5월 30일에 총선을 실시했으며, 그 결과 의회는 노동당이 가장 많은 의석을 차지하고 어떤 정당도 과반수를 차지하지 못한 교착 상태가 되었다. 볼드윈과 그의 내각은 사임했고 램지 맥도널드가 이끄는 노동당이 다시 집권했다. 맥도널드 정부는 1931년 5월 보고서에서 예산이 불균형하고 1억 2천만 파운드의 적자가 예상되어 심각한 위기에 직면했고, 결국 노동당 내각은 8월 24일 사임했으며 맥도널드는 대부분의 보수당 의원이 지지하는 국민정부를 구성했다. 이 때 체임벌린은 보건부 장관으로 복귀했다.
국민정부를 지지하는 보수당이 압도적인 승리를 거둔 1931년 총선 이후, 맥도널드는 체임벌린을 재무장관으로 임명했다. 체임벌린은 해외 상품에 10%의 관세를 부과하고 식민지와 자치령의 상품에 관세를 아예 부과하지 않는 재정적 해결책을 제시했고, 아버지 조지프도 이를 옹호했다. 1932년 2월 4일 네빌 체임벌린은 이와 같은 법안을 하원에 제출했고 아버지가 제안한 법안을 제정하는 것이 적절할 것이라고 언급하면서 연설을 마쳤다. 연설이 끝나고 오스틴은 뒷의자에서 내려와 동생 네빌과 악수를 했다. 〈1932년 수입관세법〉은 의회에서 쉽게 통과되었다.
1932년 4월 체임벌린은 국민정부가 처음 출범할 때 합의한 엄격한 예산 삭감을 반영한 첫 예산안을 발표했다. 당시 전쟁 채권에 대한 이자는 정부의 주요 지출 중 하나였다. 체임벌린은 영국의 대부분의 전쟁 채권에 대한 연이자를 5%에서 3.5%로 낮추었으며, 이를 통해 1932년과 1938년 사이에 전쟁 채권에 대한 이자에 할당된 예산 비율을 절반으로 줄였다.

### 전쟁 부채
체임벌린은 미국에 빚진 영국의 전쟁 부채를 탕감하는 협상이 이루어지기를 원했으나, 1933년 6월 세계 통화 및 경제 회의에서 미국 대통령 프랭클린 D. 루스벨트가 전쟁 부채 탕감을 고려하지 않겠다는 의견을 보내면서 무산되었다. 1934년, 체임벌린은 예산안의 흑자를 선언하고 취임 후 실업 수당과 공무원 급여의 많은 부분을 이전으로 되돌릴 수 있었으며, 하원에서 "이제 우리는 《황폐한 집》의 이야기를 끝마쳤고, 오늘 오후에는 《위대한 유산》의 첫 장을 즐기기 위해 자리에 앉았습니다"라고 말했다.

### 복지 지출
〈1934년 실업법〉에 의해 설립된 실업자 구제 위원회(Unemployed Assistance Board)는 대부분 실업 구제 문제가 정당들의 정치적 논쟁에 포함되지 않기를 바랐던 체임벌린의 추진 하에 구성되었다. 더 나아가 체임벌린은 '다시는 일자리를 얻지 못할 가능성이 큰 대규모 실업자들에게 삶에 대한 흥미를 제공하는 것의 중요성'을 인식했고, 이를 통해 실업자 구제 위원회(UAB)는 단순히 생계 유지뿐만 아니라 실업자들의 '복지'에 대한 책임도 지게 되었다.

### 국방 지출
체임벌린의 초기 예산안에서 국방 지출이 크게 삭감되었다. 체임벌린은 히틀러가 독일 재군비 선언을 발표한 1935년부터 재무장의 필요성을 확신하고 영국 공군의 강화를 촉구했으며 영국의 역사적 보루인 영국 해협이 공군력에 대한 방어 수단이 될 수 없다고 생각했다.
1935년, 맥도널드가 총리직에서 물러났고, 볼드윈은 3번째로 총리가 되었다. 1935년 총선에서 보수당이 주도하는 국민정부는 1931년 압도적인 다수당에서 90석을 잃었음에도 불구하고, 하원에서 255석이라는 압도적인 다수당을 유지했다. 선거 운동 기간 동안 노동당의 부대표인 아서 그린우드는 체임벌린이 국방 지출에 예산을 확장한 것을 공격하며, 재무장 정책은 "완전한 공포 조장이며, 체임벌린 씨 같은 책임 있는 지위에 있는 정치인이 군비에 더 많은 돈을 써야 한다고 제안한 것은 수치스러운 일"이라고 말했다.

### 퇴위 위기에서의 역할
체임벌린은 1936년 국왕의 퇴위 위기에서 중요한 역할을 했다고 여겨진다. 체임벌린은 일기에 에드워드 8세의 약혼녀인 월리스 심프슨에 대해 "왕을 사랑하지 않고 자신의 목적을 위해 그를 이용하는 완전히 파렴치한 여자이다. 그녀는 이미 돈과 보석을 통해 그를 망쳤다..."라고 썼다. 더프 쿠퍼를 제외한 나머지 내각 구성원들과 마찬가지로 체임벌린은 총리 볼드윈과 함께 왕이 심프슨과 결혼하면 왕이 퇴위해야 한다는 데 동의했고, 12월 6일에 왕이 크리스마스 전까지 결정을 내려야 한다고 촉구했으며, 한 기록에 따르면 체임벌린은 불확실성이 "크리스마스 무역에 해를 끼친다"라고 생각했다. 에드워드 8세는 회의 4일 후인 12월 10일 퇴위했다.
퇴위 직후 볼드윈은 조지 6세와 엘리자베스 여왕의 대관식 직후까지 총리직에 머물 것이라고 발표했으며, 대관식 2주 후인 5월 28일 볼드윈은 사임하고 왕에게 체임벌린을 불러오라고 말했다. 오스틴은 동생 네빌이 총리로 임명되는 것을 보지 못하고 2개월 전에 사망했다.

## 총리(1937~1940)
체임벌린은 총리로 임명되자마자 총선을 실시할 것을 고려했지만, 현재 의회의 임기가 3년 반 남았기 때문에 기다리기로 결정했다. 68세였던 체임벌린은 헨리 캠벨배너먼에 이어 20세기에 두 번째로 나이가 많은 총리가 되었고 이로 인해 다음 총선까지 보수당을 이끌고 젊은 정치인에게 자리를 이어주는 임시 총리로 여겨졌으며, 외무장관이었던 앤서니 이든이 차기 총리의 유력한 후보였다. 체임벌린의 총리 취임 직후부터 여러 후임자들이 자리를 놓고 경쟁하고 있다는 소문이 돌았다.
체임벌린은 볼드윈과 맥도널드가 내각 임명과 개편에 대해 지나치게 감정적으로 대응했던 것을 싫어했다. 체임벌린은 관세 문제에 대해 상무원 장관인 월터 런시먼과 긴밀히 협력했지만, 자유국민당 소속이었던 런시먼이 게으르다고 생각하고 해임한 뒤 옥새상서직을 제안했다. 이에 화가 난 런시먼은 이를 거부했다. 체임벌린은 취임 직후 관료들에게 2년 단위의 정책 프로그램을 준비하라고 지시했다. 이 보고서들은 현재 의회에서 법안 통과를 조율하기 위해 통합될 예정이었으며, 해당 의회의 임기는 1940년 11월에 종료될 예정이었다.
이전에 재무장관으로 6년 동안 연간 예산안 방송을 했음에도 불구하고, 총리 임명 당시 체임벌린의 성향은 대중에게 잘 알려지지 않았다. 체임벌린의 생애를 집필한 로버트 셀프에 따르면, 당시 그의 이미지는 편안하고 현대적이며 카메라에 나서서 직접 말할 수 있는 능력을 가진 사람이었다. 체임벌린은 의회 동료들 사이에서 친구가 거의 없었으며, 그의 의회 비서관이었던 이후에 앨릭 더글러스흄이라는 이름으로 잘 알려진 던글래스 경이 그를 하원의 흡연실로 데려가 동료들과 어울리게 하려고 했지만 이는 당혹스러운 침묵으로 끝났다. 체임벌린은 이러한 약점을 보완하기 위해 당시까지 역대 총리들이 사용한 것 중 가장 정교한 언론 관리 시스템을 고안했다. 그의 공보 수석 조지 스튜어드가 이끄는 다우닝가 10번지에 소속된 관료들은 언론인들에게 그들이 권력을 공유하며 내부 정보를 접할 수 있는 동료라는 인식을 심어주고, 정부의 입장을 지지하도록 설득했다.

### 국내 정책

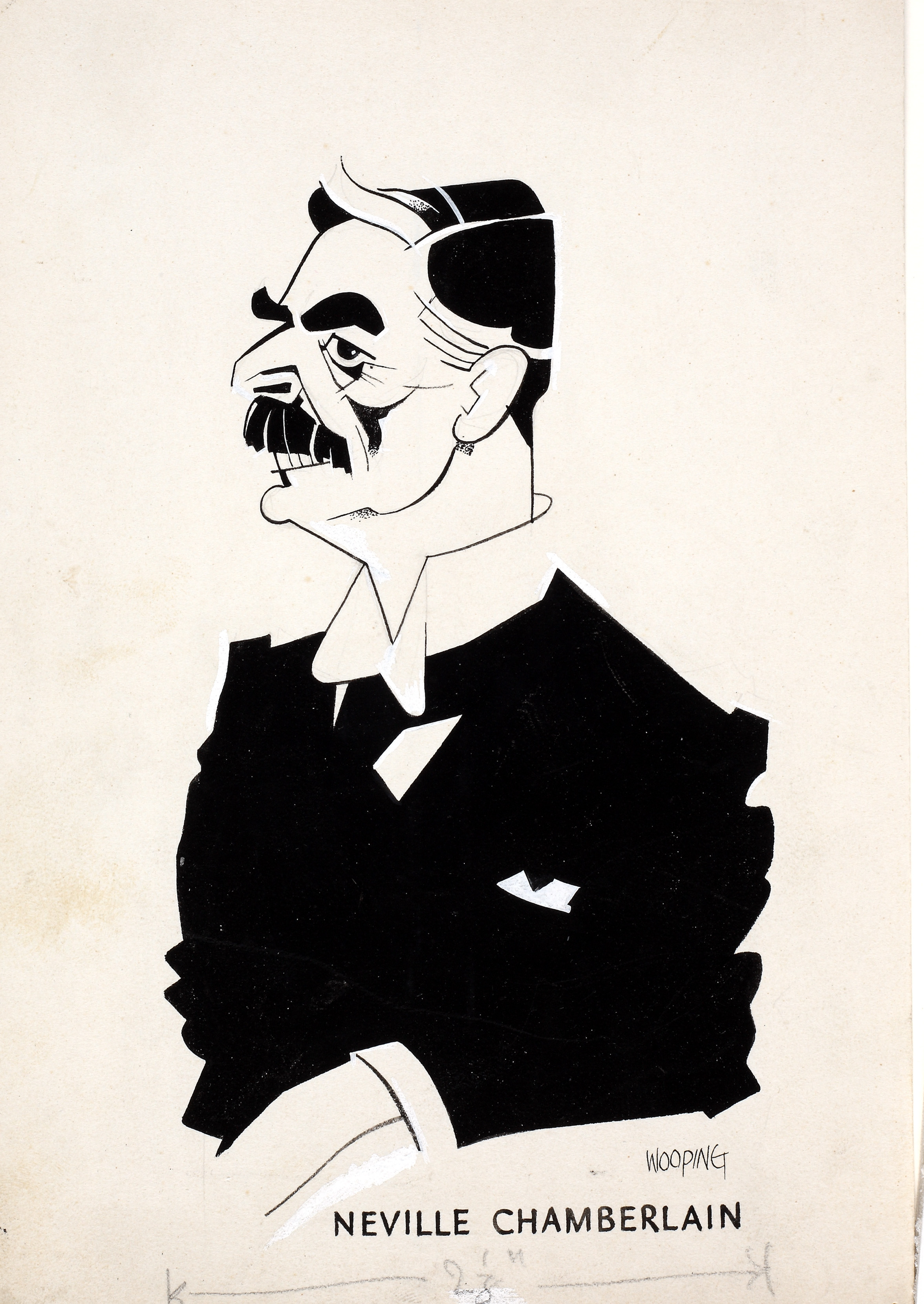
1940년경 체임벌린을 풍자한 그림.

체임벌린은 국내 개혁가로서의 경력에서 총리가 된 것을 마지막 영광으로 여겼지만, 훗날 그는 외교 정책에서의 결정으로만 기억될 것이라는 사실을 알지 못했다. 체임벌린이 유럽 문제의 해결을 추구했던 한 가지 이유는 국내 문제에 집중하기를 원했기 때문이었다.
체임벌린이 총리가 된 직후, 〈1937년 공장법〉이 통과되었는데, 이 법률은 공장 내 노동자들의 근무 조건을 개선하는 것을 목표로 했으며 여성과 어린이의 근무 시간을 제한할 수 있도록 했다. 1938년, 의회는 석탄 매장지의 국유화를 허용하는 〈1938년 석탄법〉을 제정했으며, 이 해에 통과된 또다른 주요 법률은 〈1938년 유급 휴일법〉이 있었다. 이 유급 휴일법은 고용주가 근로자에게 유급 휴가를 주도록 권고했을 뿐이었지만, 이 법률을 통해 노동 계층을 위한 휴가 캠프와 여가 숙박 시설이 크게 확장되었다. 〈1938년 주택법〉은 빈민가 철거를 장려하는 것을 목표로 보조금을 제공하고 임대료 통제를 유지할 수 있도록 만들었다. 1939년 제2차 세계 대전이 발발하면서 체임벌린의 지방 정부 개혁 계획은 보류되었으며, 1939년 9월 1일 시행될 예정이었던 학교 졸업 연령을 15세로 높이는 계획 또한 마찬가지로 발효되지 않았다.

### 아일랜드와의 관계
영국과 아일랜드 자유국 간의 관계는 1932년 에이먼 데 벌레라가 아일랜드의 집행평의회 의장으로 임명된 이후로 긴장되어 있었다. 아일랜드가 영국에 지불하기로 동의한 자금을 보류함으로써 시작된 영국-아일랜드 무역 전쟁은 양국에 경제적 손실을 입혔고, 양국 모두 합의를 원했다. 그럼에도 불구하고 데 벌레라 집행평의회 의장은 아일랜드와 영국 간의 남은 관계를 완전히 끊으려고 시도했는데, 여기에는 아일랜드의 국가원수로서의 영국 국왕의 지위를 박탈시키려고 시도했던 것이 대표적이었다. 재무장관으로서 체임벌린은 아일랜드에 대한 양보에 반대하는 강경한 입장을 취했지만, 총리로서 그는 아일랜드와의 긴장된 관계가 다른 자치령과의 관계에 영향을 미치고 있다고 확신했기 때문에 합의를 모색했다.
1936년 볼드윈의 총리 재임 시기 회담은 중단되었다가, 1937년 11월 재개되었다. 드 발레라는 아일랜드의 헌법적 지위를 바꾸었을 뿐만 아니라 영국-아일랜드 조약의 다른 측면, 특히 분할의 측면을 뒤집고 영국의 지배 하에 남아 있던 3개의 조약항에 대한 완전한 통제권을 획득하고자 시도했다. 반면 영국은 최소한 전쟁 중에는 조약항 통제권을 유지하고 아일랜드가 지불하기로 한 자금을 획득하고자 했다.
아일랜드 측은 협상에서 매우 강경한 태도를 보였으며, 체임벌린은 데 벌레라가 제안한 조건에 대해 "영국 장관들에게 세 잎 클로버를 내밀었는데, 그 어느 잎도 영국에 유리한 점이 없었다"라고 불평했다. 협상이 교착 상태에 빠지자 체임벌린은 1938년 3월 아일랜드 측의 입장을 상당 부분 수용한 최종 제안을 제시했지만, 막상 그 자신은 "작은 것들만을 양보했다"라고 확신했다. 협정은 1938년 4월 25일 체결되었다. 아일랜드의 분할 문제는 해결되지 않았지만, 아일랜드는 영국에 1,000만 파운드를 지불하는 데 동의했으며, 조약에는 전쟁 발발 시 영국이 조약항에 접근할 수 있는 조항이 없었지만 체임벌린은 전시 상황에서 영국이 접근을 허용하는 데 벌레라의 구술 약속을 얻어냈다. 보수당 의원인 윈스턴 처칠은 조약항을 "서부 접근으로의 감시탑"이라고 강조하며 조약항을 양도한 의회의 합의를 비난했다. 막상 전쟁이 발발했을 때, 데 벌레라는 아일랜드의 중립을 지키기 위해 영국이 조약항에 접근하는 것을 거부했다. 나중에 처칠은 《다가오는 전쟁》에서 이 조약에 대해 격노하면서 "하원이 이렇게 완전히 잘못된 정보를 전달받은 적은 본 적이 없다"라고 썼고, "대서양 전투 동안 우리나라의 존립이 위태로울 때, 의원들이 이 조약에 대해 매우 다르게 느꼈다"라고 덧붙였다. 반면 체임벌린은 아일랜드가 적대적이라면 조약항을 사용할 수 없다고 생각했고, 더블린 정부와의 우호적 관계를 보장하기 위해 이 항구를 잃는 것이 충분히 가치 있다고 여겼다.

### 외교 정책

#### 초기(1937년 5월~1938년 3월)
체임벌린은 독일을 달래고 나치를 안정된 유럽의 파트너로 만들고자 시도했으며, 독일이 일부 식민지를 회복하면 만족할 것이라고 생각했고 1936년 3월 라인란트 위기 동안 "만약 우리가 전면적인 합의를 눈앞에 두고 있다면 영국 정부는 식민지 회복 문제를 고려해야 한다"라고 발언했다.
체임벌린이 새로운 총리가 되어 그의 생각대로 합의하려는 시도는 독일이 영국과 대화할 의향이 전혀 없었기 때문에 좌절되었다. 독일의 외교장관 콘스탄틴 폰 노이라트는 1937년 7월 영국을 방문할 예정이었지만, 이를 취소했다. 의회 의장인 핼리팩스 백작은 11월에 비공개로 독일을 방문하여 히틀러와 다른 독일 관료들을 만났으며, 이에 대해 체임벌린과 독일 주재 영국 대사인 네빌 헨더슨은 모두 방문이 성공적이었다고 발표했다. 외무부 관료들은 핼리팩스의 방문이 영국이 회담에 너무 열중하는 것처럼 보이게 되었다고 불평했으며, 외무장관인 앤서니 이든은 자신이 무시당했다고 느꼈다.
또한 체임벌린은 에티오피아를 침략하고 점령하여 국제적으로 고립된 이탈리아와 앤서니 이든을 우회하여 직접 회담을 열었다. 1937년 9월 8일, 내각 회의에서 체임벌린은 "이 나라와 이탈리아 간의 긴장 완화는 유럽의 평화, 그리고 이들을 달래는 것의 매우 귀중한 기여"라고 생각하고 "로마-베를린 추축을 약화시킬 것"이라고 말했다. 또한 그는 이탈리아 대사인 디노 그란디 백작을 통해 이탈리아의 두체 베니토 무솔리니와 비공개 연락망을 구축했다.
1938년 2월, 히틀러는 오스트리아 정부에 독일과 오스트리아 간의 병합 또는 연합을 수용하라고 압력을 가하기 시작했다. 체임벌린은 영국-이탈리아 동맹이 히틀러의 오스트리아에 대한 지배를 막을 수 있기를 바라며 이탈리아와의 관계를 굳건히 하는 것이 필수적이라고 생각했다. 반면, 외무장관 앤서니 이든은 체임벌린이 이탈리아와 너무 성급하게 대화하고 이탈리아의 에티오피아 정복을 법률상으로 인정할 가능성을 가졌다고 생각했으며, 이에 체임벌린은 앤서니 이든이 자신의 정책을 받아들이지 않는다면 사임해야 한다고 결론지었다. 내각은 두 사람의 의견을 모두 들었지만 만장일치로 체임벌린을 지지하기로 결정했고, 일부 내각 구성원들이 저지하려고 시도했음에도 불구하고 앤서니 이든은 사임해야만 했다. 나중에 앤서니 이든은 자신의 사임을 유화정책에 대한 반대 의사 표명으로 자신의 결정을 정당화하려고 했고, 처칠은 책 《제2차 세계 대전》에서 이든을 "길고 우울하며 느릿느릿 흘러가는 방임과 굴복의 조류에 맞서 홀로 일어선 강인한 젊은이"라고 묘사했다. 그러나 많은 장관과 의원들은 그가 사임할 만큼 중요한 사안이 없었다고 여겼으며, 체임벌린은 후임으로 핼리팩스 백작을 외무장관으로 임명했다.

#### 뮌헨을 향해(1938년 3월~1938년 9월)
1938년 3월, 오스트리아는 안슐루스를 통해 독일의 일부가 되었다. 사면초가에 몰린 오스트리아는 영국에 도움을 요청했지만, 아무도 실질적으로 대응하지 않았고 영국 정부가 베를린에 강력한 항의의 뜻을 보냈다. 독일군이 오스트리아 국경을 넘은 직후 체임벌린은 내각에서 독일과 오스트리아에게 책임을 돌리면서, 다음과 같이 발언했다.
이제 독일이 이해하는 유일한 논리는 힘뿐이라는 것이 분명해졌으며, "집단 안전 보장"은 이를 막을 수 있는 압도적인 군사력을 갖추고, 이를 사용할 의지가 뒷받침되지 않는 한, 이러한 사태를 예방할 가능성을 전혀 제공하지 못한다. ... 신께서 아시다시피, 나는 다시 동맹 체제로 돌아가고 싶지 않다. 그러나 독일이 최근처럼 행동을 계속한다면, 결국 우리를 그 길로 내몰지도 모른다.

안슐루스 다음 날인 3월 14일, 체임벌린은 하원에서 연설하면서 독일이 오스트리아를 점령하는 데 사용한 방법을 강력히 비난했으며, 체임벌린의 주장은 하원에서 동조를 이끌어냈다.

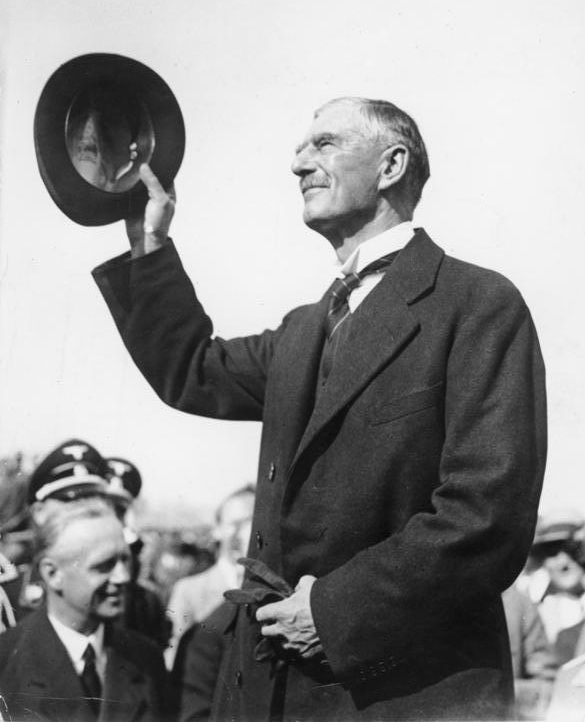
1938년 9월 뮌헨에 도착한 체임벌린.

오스트리아가 독일에 흡수되면서, 히틀러의 다음 목표는 체코슬로바키아의 주데텐란트로 옮겨갔다. 300만 명의 독일계 주민이 거주하는 주데텐란트는 독일국 밖에서 가장 많은 독일인 인구를 가지고 있었으며 이에 히틀러는 이 지역에 대한 독일의 통합을 요구하기 시작했다. 영국은 체코슬로바키아에 대한 군사적 대응 의무가 없었지만 프랑스와 체코슬로바키아는 상호원조조약을 맺었고 두 국가는 소련과도 동맹 관계를 다졌다. 오스트리아가 함락된 이후, 내각의 외교 정책 위원회는 독일을 저지하기 위해 "대동맹"을 모색하거나, 아니면 프랑스가 전쟁에 나설 경우 프랑스를 지원하는 방향을 고려하기 시작했으며, 체코슬로바키아가 독일과 최상의 조건으로 합의하도록 촉구해야 한다고 주장했다. 내각 전체는 위원회의 권고안에 동의했는데, 이는 독일이 체코를 침공했을 때 영국이 체코를 돕기 위해 할 수 있는 것이 별로 없다는 참모총장의 보고가 있었기 때문이었다. 체임벌린은 우호적인 분위기의 하원에서 자신의 정부가 약속을 함으로써 재량권을 제한하는 것을 원치 않는다고 보고했다.
영국과 이탈리아는 1938년 4월 16일 협정에 서명했는데, 그 내용은 이탈리아의 에티오피아 점령을 법적으로 영국이 인정하는 대가로 이탈리아는 스페인 내전에서 프란시스코 프랑코의 국민파를 지원하던 "자원봉사자"들의 일부를 철수하기로 약속한 것이었다. 그러나 이 시점에서 국민파는 내전에서 확실한 우위를 점했고, 이듬해 내전에서 승리했다. 그 달 말 새로 프랑스 총리에 취임한 에두아르 달라디에는 런던을 방문하여 체임벌린과 회담을 가졌고, 체코슬로바키아에 대한 영국의 입장을 프랑스가 따를 것이라고 약속했다.
그 해 5월 체코슬로바키아 국경 경비대는 국경 통제를 지속하여 독일에서 국경을 넘으려던 주데텐란트 독일인 두 명을 사살했다. 이 사건으로 주데텐 독일인들 사이에 긴장감이 조성되었고, 독일이 국경으로 군대를 이동시키고 있다는 소식이 전해졌다. 이 소식에 대응하여 프라하 정부는 군대를 독일 국경으로 이동시켰다. 핼리팩스 경은 프랑스가 체코슬로바키아를 지원하여 위기에 개입한다면 영국은 프랑스의 편에 설 수도 있다는 경고 메시지를 독일에 전했고, 이러한 행동으로 위기는 가라앉은 듯 했으며 체임벌린과 핼리팩스는 위기를 "능숙히" 처리한 것에 대해 호평을 받았다. 당시에는 알려지지 않았지만 5월에 독일이 체코슬로바키아를 침공할 계획이 없었다는 것은 나중에 드러났다. 그럼에도 불구하고 체임벌린 내각은 거의 모든 언론으로부터 강력한 지지를 얻었다.
체코 정부와 주데텐 독일인들 간의 협상은 1938년 중반까지 지속되었다. 협상은 거의 성과를 거두지 못했는데, 이는 주데텐 독일인당의 지도자 콘라트 헨라인이 히틀러에게 합의에 도달하지 말라는 사적인 지시를 받았기 때문이었다. 8월 3일, 월터 런시먼 경은 영국 정부가 파견한 중재자로 프라하를 방문했다. 런시먼은 2주 동안 콘라트 헨라인, 체코슬로바키아의 대통령 에드바르트 베네시, 그 외의 다양한 지도자들과 따로 만났지만 별다른 진전은 없었다. 10월 30일, 체임벌린은 내각 구성원들과 네빌 헨더슨 대사를 만나 지지를 확보했고, 그 중 해군대신 더프 쿠퍼만이 체임벌린의 체코슬로바키아에 양보를 강요하는 정책에 반대했는데, 쿠퍼는 당시 영국이 전쟁을 벌이겠다는 위협을 실현할 만한 전쟁 수행 능력이 없다는 이유로 반대 입장을 보였다.
체임벌린은 히틀러가 9월 12일에 열리는 뉘른베르크 전당대회에서 연설을 통해 자신의 의도를 표명할 가능성이 높다는 것을 깨닫고 전쟁이 일어날 가능성이 있을 경우 어떻게 대응할지 고문들과 논의하기 시작했다. 체임벌린은 호레이스 윌슨 경과 협의하여 전쟁이 불가피해 보일 시 체임벌린이 히틀러와 직접 협상하기 위해 독일로 간다는 "플랜 Z"를 세웠다.

### 1938년 9월 뮌헨에서

#### 예비 논의
월터 런시먼 경은 체코슬로바키아 정부에 양보를 강요하기 위해 자신의 작업을 지속해서 시도했다. 9월 7일, 체코슬로바키아 의회의 주데텐란트 의원들이 북모라비아의 도시인 오스트라바에서 말다툼을 벌였는데, 이를 독일은 상당한 선전으로 이용했고 체코슬로바키아 정부는 관련 경찰 공무원을 해임하여 이들을 달래고자 했다. 사건의 후폭풍이 커지자 런시먼 경은 히틀러의 연설이 있기 전까지 추가적인 협상은 무의미하다고 판단하고 임무를 중단했으며, 임무는 재개되지 않았다.

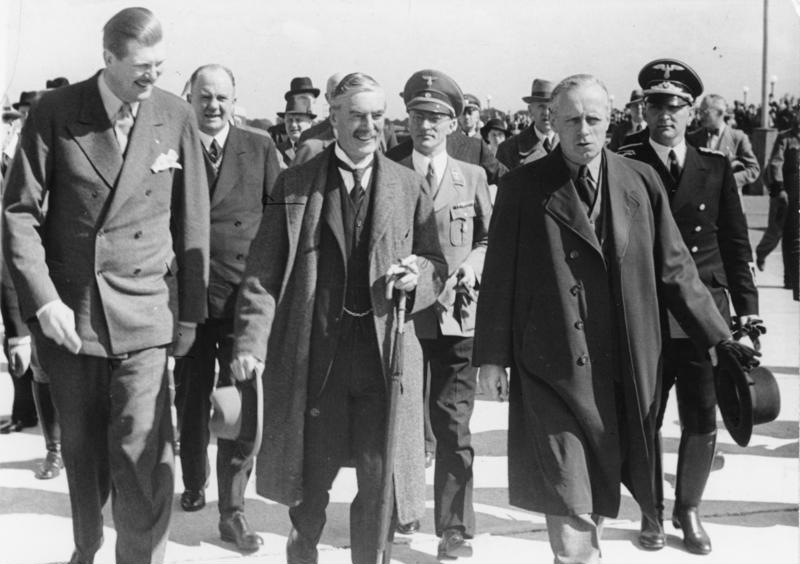
1938년 9월 16일 모자와 우산을 손에 쥔 체임벌린(중앙)과 독일의 외무장관 요아힘 폰 리벤트로프(오른쪽)와 함께 베르히테스가덴 회의 이후 총리가 떠나는 모습. 왼쪽은 알렉산더 폰 된버그이다.

영국, 프랑스, 체코슬로바키아가 모두 군대를 부분적으로 동원하면서, 전당대회 마지막 날 히틀러의 연설이 있기 전 며칠 동안 엄청난 긴장감이 감돌았다. 연설이 있던 날, 다우닝가 10번지 앞에 수천 명의 인파가 몰려들었다. 마침내 히틀러는 열광적인 지지자들에게 다음과 같이 발언했다.
주데텐 독일인들의 처지는 말로 표현할 수 없을 정도다. 그들은 말살당할 위기에 놓여 있으며, 인간으로서 억압받고 참을 수 없을 만큼 치욕적인 대우를 받고 있다. … 이들의 권리를 박탈하는 행위는 이제 끝나야 한다. … 나는 제국이 이 350만 명의 독일인들에 대한 추가적인 억압을 더 이상 용인하지 않을 것이라고 분명히 밝혔다. 그리고 나는 외국의 정치인들에게 이것이 단순한 발언이 아니라는 점을 확신해 줄 것을 요청한다.

다음 날 아침인 9월 13일, 체임벌린과 내각은 비밀 경호국 소식통으로부터 모든 독일 대사관에서 독일이 9월 25일에 체코슬로바키아를 침공할 것이라는 정보를 받았다는 소식을 들었다. 달라디에는 비밀리에 주데텐 문제를 해결하기 위해 3개국 정상회담을 제안하고 있었지만, 프랑스가 함께 싸우지 않을 것이라고 확신한 체임벌린은 "플랜 Z"를 실행하기로 결정하고 히틀러에게 협상을 위해 독일로 날아갈 의향이 있다고 메시지를 보내기 시작했다. 히틀러는 이를 수락했고 체임벌린은 9월 15일 아침 독일로 출발했다. 산업 박람회에 잠깐 들렀을 때를 제외하면 체임벌린이 비행기를 탄 것은 이번이 처음이었다. 체임벌린은 뮌헨에 도착하여 기차를 타고 히틀러의 베르히테스가덴 별장으로 향했다.
대면 논의는 약 3시간 동안 진행되었다. 히틀러는 주데텐란트의 합병을 요구했고, 체임벌린은 히틀러와의 대화를 통해 독일이 체코슬로바키아의 남은 지역이나 독일계 소수 민족이 거주하는 동유럽 지역에 대한 확장 계획이 없다는 확신을 얻었다. 논의 후 체임벌린은 합의에 도달하고 평화를 유지할 수 있는 여유 시간을 얻었다고 믿고 런던으로 돌아갔다. 베르히테스가덴에서 제안된 내용은 주데텐란트 내 국민투표를 통해 독일에 합병되는 대신, 체코슬로바키아는 기존 조약 의무를 대체하는 국제적 독립 보장을 프랑스와의 약속을 통해 얻게 되는 것이었다. 프랑스는 요구 사항에 동의했고, 상당한 압력 하에 체코슬로바키아도 동의하여 체코슬로바키아 정부는 붕괴되었다.

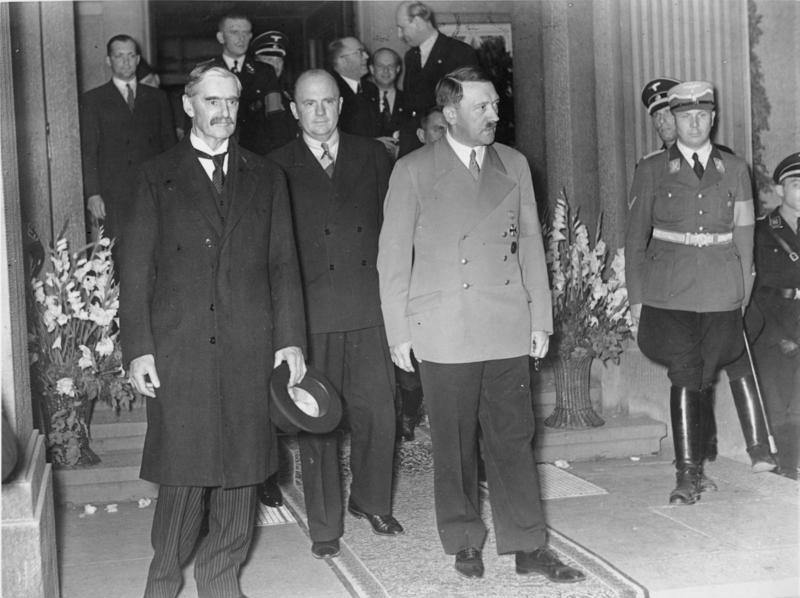
1938년 9월 23일 체임벌린(왼쪽)과 히틀러가 바트 고데스베르크를 떠나는 모습.

9월 22일 체임벌린은 바트 고데스베르크에서 히틀러를 만나기 위해 독일로 돌아갔으며, 히틀러는 "더 이상은 안될 것"이라며 이전 대화에서 합의된 제안을 일축했다. 히틀러는 주데텐란트를 즉시 점령하고 체코슬로바키아에 대한 폴란드와 헝가리의 영토 주장을 해결해야 한다고 요구했다. 체임벌린은 이에 대해 강력히 반대하며 히틀러에게 프랑스와 체코슬로바키아를 독일의 요구에 맞추기 위해 노력했다고 말했다. 이로 인해 체임벌린은 독재자에게 굴복했다고 비난받고 그날 아침 떠나면서 야유를 받았으며, 이러한 상황에서 히틀러는 전혀 동요하지 않았다.
그날 저녁, 체임벌린은 핼리팩스 경에게 "히틀러 경과의 대화는 매우 만족스럽지 못했다"라고 전했다. 다음 날, 히틀러는 체임벌린을 오후까지 기다리게 한 다음, 전날 말로 요구했던 내용을 요약한 독일어로 된 5페이지 분량의 편지를 보냈다. 체임벌린은 체코슬로바키아와의 중재자 역할을 맡으며 히틀러에게 프랑스와 체코슬로바키아에 전달될 수 있는 문서에 요구사항을 정리해줄 것을 요청했다.
지도자들은 9월 23일 늦은 저녁에 다시 만났고, 회의는 이른 아침까지 이어졌다. 히틀러는 점령될 구역에서 도망치는 체코인들이 아무것도 가지고 갈 수 없도록 만드는 것을 요구했고, 주데텐란트 점령 마감일을 10월 1일까지 연장했다. 이 날짜는 히틀러가 오래 전에 체코슬로바키아 침공을 위해 비밀리에 정해 놓은 날짜였다. 회의는 우호적인 분위기에서 끝났고, 체임벌린은 히틀러에게 유럽에서의 다른 문제들도 같은 방법으로 해결할 수 있기를 바란다고 말했으며, 히틀러는 주데텐란트가 유럽에서 자신의 영토적 야망을 충족시켰다고 암시했다. 체임벌린은 런던으로 돌아가며 "이제는 체코인들에게 달려 있습니다"라고 말했다.

#### 뮌헨 회담
히틀러의 제안은 프랑스와 체코슬로바키아뿐만 아니라 체임벌린의 내각 구성원의 반대에 부딪혔고, 합의가 보이지 않자 전쟁은 불가피해 보였다. 체임벌린은 기자 회견에서 독일이 원하는 양보를 얻기 위해 영국의 도움을 받는 대가로 군사적 위협을 포기할 것을 촉구했다. 9월 27일 저녁, 체임벌린은 라디오에서 편지를 보낸 사람들에게 감사를 표한 후 다음과 같이 말했다.
우리가 먼 나라에서, 우리와 아무런 관련도 없는 사람들 사이의 분쟁 때문에 참호를 파고 방독면을 시험해야 한다는 것이 얼마나 끔찍하고, 기이하며, 믿기 어려운 일인가. 이미 원칙적으로 해결된 분쟁이 전쟁의 원인이 된다는 것은 더욱 이해할 수 없는 일이다.

9월 28일 체임벌린은 히틀러에게 영국, 프랑스, 독일, 이탈리아가 참여하는 정상회담을 통해 해결책을 모색하기 위해서 다시 독일로 초대해 달라고 요청했다. 이에 히틀러는 호의적으로 답했고, 이 답변은 하원에서 암울한 전쟁을 예상하며 연설을 마무리하던 체임벌린에게 전해졌으며, 체임벌린은 이를 하원에 곧바로 알렸다. 하원의원들의 반응은 열광적이었으며, 심지어 방청석의 외교관들조차 박수를 보냈다. 던글래스 경은 나중에 "그날 의회에는 많은 유화론자들이 있었다"라고 회상했다.

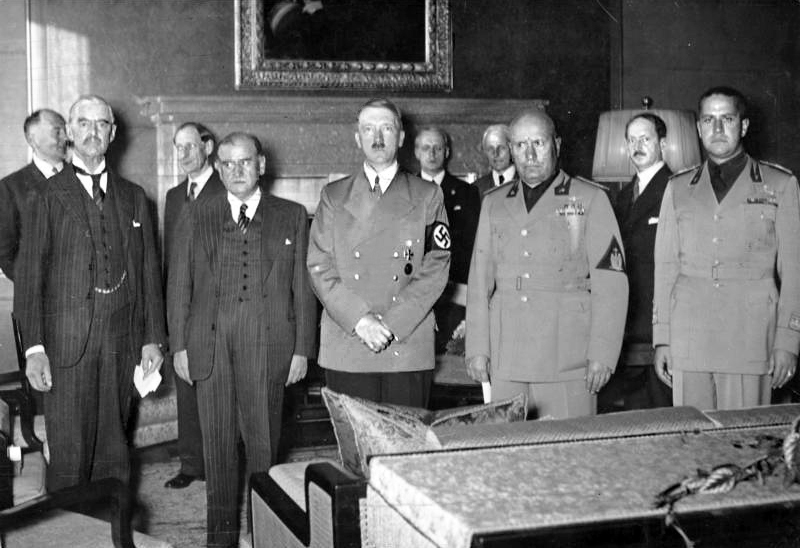
왼쪽부터 오른쪽으로, 체임벌린, 달라디에, 히틀러, 무솔리니, 이탈리아 외무장관 갈레아초 치아노가 뮌헨 협정에 서명할 준비를 하는 모습.

9월 29일, 체임벌린은 현 히스로 공항의 동쪽에 위치한 헤스톤 비행장을 떠나 3번째이자 마지막으로 독일에 방문했다. 뮌헨에 도착하자 영국 대표단은 곧 달라디에, 무솔리니, 히틀러가 도착한 퓌러바우(Führerbau)로 향했으며, 네 명의 정상과 통역가들은 비공식 회의를 가졌다. 히틀러는 10월 1일에 체코슬로바키아를 침공할 계획이라고 말했다. 무솔리니는 히틀러가 바트 고데스베르크에서 요구했던 것과 비슷한 대안을 제시했는데, 사실 이 제시안은 독일 관리들이 초안을 작성하여 전날 로마의 무솔리니에게 전달했던 것이었다. 네 명의 지도자들은 초안에 대해 논의했고 체임벌린은 체코슬로바키아 정부와 시민에 대한 보상 문제를 제기했지만, 히틀러는 이에 대해 고려하기를 거부했다.
점심 식사 후, 고문들이 정상들과 합류했고, "이탈리아"의 초안 협정의 각 조항에 대한 논의가 몇 시간 동안 진행되었다. 그날 늦은 저녁 영국과 프랑스 고문단은 각국 정부에서 조언을 구해야 한다고 말하며 호텔로 떠났으며, 반면 독일과 이탈리아 고문단은 히틀러가 모든 참가자를 위해 계획한 만찬을 즐겼다. 이 휴식 시간 동안 체임벌린 고문인 호레이스 윌슨 경은 체코슬로바키아인들과 만났고, 이들에게 초안 협정을 체코인들에게 알리며 어떤 지역을 중요하게 생각하는지 물었다. 회의는 오후 10시경에 재개되었고 대부분 소규모 초안에 의해 주도되었다. 오전 1시 30분 뮌헨 협정은 서명할 준비가 되었지만, 히틀러가 책상 위의 화려한 잉크병이 없다고 말하면서 서명이 지연되었다.
체임벌린과 달라디에는 호텔로 돌아와 체코슬로바키아인들에게 협정을 알렸고, 두 총리는 체코인들이 다음날 이주를 시작할 예정이었기 때문에 체코슬로바키아 정부가 신속하게 이를 수락할 것을 촉구했다. 오후 12시 30분 프라하의 체코슬로바키아 정부는 결정에는 반대했지만 조건에는 동의했다.

#### 여파와 반응

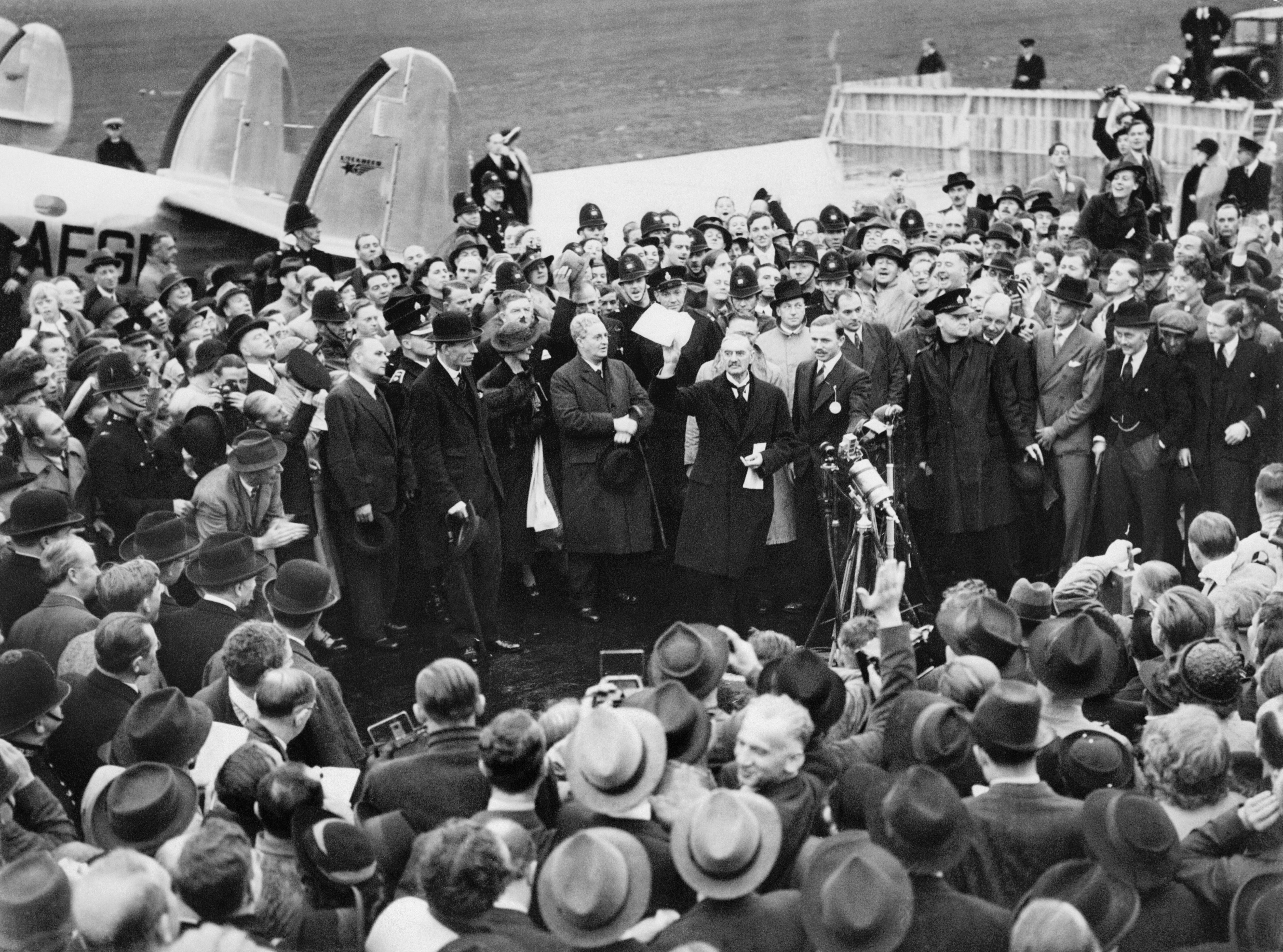
체임벌린이 뮌헨에서 헤스톤 비행장으로 돌아오면서 히틀러와 자신이 서명한 서류를 들고 있다.

퓌러바우를 떠나기 전에 체임벌린은 히틀러와 비공개 만남을 요청했고, 이에 동의한 히틀러와 체임벌린은 아파트에서 만났다. 체임벌린은 합의된 내용의 이행에 있어서 행동을 자제하고 체코가 저항하면 프라하를 폭격하지 말 것을 요청했고, 히틀러는 이에 동의한 것처럼 보였다. 체임벌린은 주머니에서 "영국-독일 협정"이라는 제목의 종이를 꺼냈는데, 그 문서에는 세 개의 단락이 포함되어 있었고, 그중 하나는 뮌헨 협정을 "우리 두 국민이 다시는 전쟁을 하지 않겠다는 열망의 상징"으로 간주한다는 내용이었다. 체임벌린은 히틀러는 이에 "예! 예!(Ja! Ja!)"라고 반응했다고 말했다. 두 사람은 바로 그 자리에서 종이에 서명했다. 그날 늦게 독일 외무장관 요아힘 폰 리벤트로프가 히틀러에게 그 문서에 서명한 것을 두고 항의하자, 히틀러는 "아, 그렇게 심각하게 생각하지 마. 저 종잇조각은 이제 아무 의미도 없어."라고 말했다. 반면, 체임벌린은 점심을 먹기 위해 호텔로 돌아갔을 때 가슴 주머니를 두드리며 "내 손 안에 있군!"(I've got it!)이라고 말했다. 회의 결과는 체임벌린이 귀국하기도 전에 유출되었으며, 이는 런던의 많은 사람들에게는 기쁨을 안겨주었지만 처칠과 그의 지지자들에게는 실망감을 가져왔다.

체임벌린은 승리감에 취해 런던으로 돌아왔다. 대규모의 군중들이 헤스톤 비행장을 에워쌌고, 그곳에서 체임벌린은 왕실 대법관인 클라렌던 백작과 만나 국왕 조지 6세의 편지를 받았고, 편지에는 제국의 지속적인 고마움을 알리고 버킹엄 궁전으로 와서 보고하라고 촉구하는 내용이 담겨 있었다. 거리는 환호하는 사람들로 너무 붐볐기 때문에 체임벌린은 헤스턴 비행장에서 버킹엄으로 향하는 9 마일 (14 km)의 길을 가는 데 1시간 30분이 걸렸다. 왕에게 보고한 후, 체임벌린과 아내가 왕, 여왕과 함께 궁전 발코니에서 보였다. 이후 체임벌린은 다우닝가로 향했고, 거리와 10번지의 현관 앞 모두 사람들로 가득했다. 체임벌린이 1층 창문에서 군중에게 연설하기 위해 누군가가 "네빌, 창문으로 올라가서 '우리 시대의 평화'라고 말하세요"라고 외쳤는데, 체임벌린은 돌아서서 "아니요, 저는 그런 말은 하지 않습니다"라고 대답했다. 그럼에도 불구하고 군중에게 한 연설에서 체임벌린은 그의 전임자인 벤저민 디즈레일리가 베를린 회의에서 돌아올 때 한 말을 다음과 같이 인용하여 발언했다.
친애하는 여러분, 이것은 독일에서 다우닝가로 돌아온 두 번째 평화입니다. 나는 이것이 우리 시대의 평화라고 믿습니다. 우리는 여러분에게 진심으로 감사드립니다. 이제 집으로 가서 평화롭게 잠자리에 드시기를 바랍니다.

국왕 조지 6세는 국민들에게 "평화의 대의를 위해 총리가 훌륭하게 노력한 후, 나는 전 세계 국민들 사이에 우정과 번영의 시대가 밝아오기를 간절히 바란다."는 성명을 발표했다. 국왕은 뮌헨 협정 체결에 반발하여 사임한 해군대신 더프 쿠퍼를 만났을 때, 신념에 대한 용기는 있지만 그에게 동의하지 않는 사람들을 존중한다고 말했다. 또한 조지 6세는 어머니 메리 여왕에게 "총리는 우리 모두와 마찬가지로 자신의 임무 결과에 기뻐했습니다."라고 편지를 썼다. 메리 여왕은 체임벌린에 반대하는 사람들에 대해 화를 내며 아들에게 "그는 평화를 가져왔는데, 왜 그들은 감사할 수 없지?"라고 답했다. 대부분의 언론들은 체임벌린을 비판 없이 지지했고, 체임벌린은 기념 만찬 서비스를 제공받았으며 그의 상징인 우산까지 수천 개의 선물을 받았다.
하원은 10월 3일 뮌헨 협정에 대해 논의했다. 더프 쿠퍼가 사임 이유를 밝히며 연설을 시작했고 처칠은 협정에 대해 강경하게 비판했지만 보수당에서는 정부에 반대표를 던질 사람이 없었다. 처칠, 앤서니 이든, 더프 쿠퍼, 해럴드 맥밀런을 포함해 약 20~30명만이 기권했다.

### 전쟁을 향해(1938년 10월~1939년 8월)
뮌헨 협정 이후 체임벌린은 신중한 재무장 과정을 계속 추진했다. 1938년 10월 초 내각에서 체임벌린은 "다른 나라들이 같은 방식으로 행동할 것이라고 확신하기 전까지, 우리나라가 재무장을 멈추는 것은 미친 짓입니다. 그러므로 당분간 우리는 우리 부족한 점이 보완될 때까지 조금의 노력도 늦춰서는 안 됩니다."라고 말했다. 이후 10월, 체임벌린은 산업을 전시 체제로 전환하라는 요구를 거부했는데, 그러한 조치가 히틀러에게 영국이 뮌헨 협정을 포기하기로 결정했다는 신호를 줄 것이라고 확신했기 때문이었다. 체임벌린은 뮌헨에서 히틀러와 체결한 협정이 광범위한 유럽 분쟁의 해결로 이어지기를 바랐지만, 히틀러는 협정의 후속 조치에 대중의 관심을 표현하지 않았다. 체임벌린은 뮌헨 협정 직후 총선을 실시할 것을 고려했지만 실제로는 내각 개편만을 실시했다. 이는 체임벌린이 연말까지 대중의 우려로 "이 불안하고 불만에 찬 하원을 총선으로 없애는 것"은 "자살 행위"라고 결론지었기 때문이었다.
독일이 주데텐란트를 흡수하면서 비교적 히틀러는 조용했지만 체임벌린은 계속해서 외교 정책에 대한 우려에 계속해서 사로잡혔으며, 로마와 파리를 여행하면서 프랑스가 재무장을 서두르고 무솔리니가 히틀러에게 좋은 영향을 끼치기를 바랐다. 새로 임명된 외무장관 핼리팩스 경을 포함한 그의 내각 구성원들 중 일부는 유화정책을 비판하기 시작했으며, 핼리팩스는 뮌헨에서의 일이 "유럽 전쟁보다는 나았지만" 그럼에도 불구하고 "끔찍한 사업이고 굴욕적이었다"라고 확신했다. 1938년 11월 9일 수정의 밤 사건에서 포그롬에 대한 대중들의 혐오감은 히틀러와의 "화해" 시도를 용납할 수 없게 만들었지만, 그럼에도 불구하고 체임벌린은 희망을 버리지 않았다.
여전히 독일과의 화해를 바랐던 체임벌린은 1939년 1월 28일 버밍엄에서 국제 평화에 대한 열망을 표명하는 연설을 했고, 베르히테스가덴의 히틀러에게 연설 사본을 보냈다. 이에 히틀러는 1939년 1월 30일 국가의회에서 "장기간의 평화"를 원한다고 연설했으며, 체임벌린의 연설에 반응하는 듯 했다. 체임벌린은 뮌헨 협정 이후 영국의 방위가 개선되면 독재자가 협상 테이블로 나올 것을 확신했으며, 이에 더불어 치료를 위해 영국으로 잠시 돌아왔던 헨더슨 대사가 베를린으로 돌아갔을 때 독일 관리가 돌아온 것을 환영하는 연설을 한 것은 체임벌린의 믿음을 더욱 확고히 했다. 체임벌린은 2월 22일 블랙번에서 한 연설에서 여러 나라가 무역을 통해 이질감을 해소하기를 바란다고 말했고, 이 발언이 독일의 신문에 실리자 기뻐했다. 상황이 개선되는 것처럼 보임에 따라, 체임벌린은 하원을 확고히 장악하게 되었고, 1939년 말 선거에서 정부가 손쉽게 승리할 것이라고 확신했다.
1939년 3월 15일, 독일은 프라하를 포함한 남은 체코의 보헤미아와 모라비아 지역을 침공했다. 체임벌린의 생애를 집필한 닉 스마트는 그가 이 사건이 있고 48시간 동안 의회에서 "미약했지만" 독일의 침략에 대해 더욱 강력하게 비난했다고 말했다. 3월 17일 버밍엄에서 한 또 다른 연설에서 체임벌린은 히틀러가 "무력으로 세계를 지배하려 한다."라고 경고하면서 "전쟁이 무의미하고 잔인한 것이라고 믿는다고 해서, 이 나라가 그러한 도전에 직면했을 때 전력을 다해 저항하지 않을 것이라고 생각하는 것은 그야말로 중대한 오산이다."라고 말했다. 또한 체임벌린은 체코슬로바키아 침공이 "오래된 모험의 끝인지, 새로운 모험의 시작인지", 또는 "무력으로 세계를 지배하려는 시도 방향으로 나아가는 한 걸음"인지 의구심을 가졌다. 식민지 국무장관 맬컴 맥도널드는 "총리는 한때 평화의 강력한 옹호자였지만 이제는 확실히 전쟁 관점으로 돌아섰다"라고 말했고, 이 시점부터 체임벌린의 연설은 널리 받아들여졌고 군의 모병율이 상당히 증가했다.
체임벌린은 히틀러를 전쟁으로부터 억제하는 수단으로 남은 유럽 국가들 사이에 상호 연결된 여러 방위 조약을 구축하는 것을 선택했다. 체임벌린은 영국, 프랑스, 소련, 폴란드 간에 합의를 모색했고 이 합의에 따라 처음 세 나라는 폴란드의 독립이 위협받을 경우 폴란드를 지원하기로 했지만, 폴란드가 소련을 불신했기 때문에 협상은 실패했다. 대신 체임벌린은 1939년 3월 31일 영국과 프랑스가 폴란드의 독립을 위협하는 어떤 행동이 있을 경우 폴란드에 가능한 모든 지원을 제공할 것이라고 하원에 알렸다. 이어지는 논의에서 앤서니 이든은 국가가 이제 내각을 지지한다고 말했고, 처칠과 로이드 조지도 체임벌린 내각이 폴란드에 독립을 보장한 것을 칭찬했다.
또한 체임벌린은 히틀러의 확장을 억제하기 위해, 국토군의 규모를 두 배로 증강하고 군에 장비를 신속하게 공급하기 위해 공급부를 설립했으며 평시 징집제를 실시했다. 1939년 4월 7일 이탈리아의 알바니아 침공은 그리스와 루마니아에 독립 보장을 이끌어냈으며, 핸들리 페이지는 1939년 6월 17일 햄든 쌍발 중형 폭격기 200대를 주문받고 제작하기 시작했고 1939년 9월 3일까지 영국 해안을 둘러싼 레이더 기지가 완전히 가동되었다.
체임벌린은 소련과 군사동맹을 맺는 것을 꺼려했으며, 이념적으로 이오시프 스탈린를 불신했고 최근 붉은 군대에서 벌어진 대대적인 숙청을 감안하면 별로 얻어낼 것이 없다고 생각했다. 그러나 그의 내각 구성원들 중 대부분은 영국-소련 동맹을 지지했고, 폴란드가 이 동맹에 대한 반대를 철회하면서 체임벌린은 동맹 협상을 추진해야 했다. 영국이 하급 대표단만을 파견하고 소련의 외무장관 뱌체슬라프 몰로토프과의 회담을 지속하다가, 1939년 8월 14일 폴란드와 루마니아가 소련군이 자국 영토에 머무르는 것을 거부하면서 동맹 협상은 좌초되었다. 이 협상이 좌초되고 일주일 뒤, 소련과 독일은 몰로토프-리벤트로프 조약을 체결하여 두 나라는 서로에 대한 불가침 조약을 체결했고, 비밀 조항에서 폴란드와의 전쟁이 발발할 경우 분할할 것을 약속했다. 체임벌린은 소련과 독일 간의 "화해"에 대한 소문을 무시하고 공개적으로 발표된 조약을 무시했으며, 그것이 폴란드에 대한 영국의 의무에 어떤 영향도 미치지 않는다고 주장했다.1939년 8월 23일, 체임벌린은 헨더슨에게 편지를 히틀러에게 보내 영국이 폴란드에 대한 의무를 충분히 준수할 준비가 되었다고 메시지를 보내라고 지시했다. 히틀러는 장군들에게 폴란드 침공을 명령하면서 "우리들의 적은 작은 벌레에 불과하다. 나는 그들을 뮌헨에서 보았다."라고 말했다.

### 전시 지도자(1939~1940)

#### 전쟁 선포
독일은 1939년 9월 1일 이른 아침 폴란드를 침공했다. 영국 내각은 그날 아침 늦게 회의를 열고 독일군이 폴란드 영토에서 철수하지 않으면 영국이 폴란드과의 약속들에 대한 의무를 이행할 것이라고 경고했다. 하원이 오후 6시 회의를 열었을 때, 체임벌린과 병에 걸린 클레멘트 애틀리 대표를 대신하여 노동당의 부대표 아서 그린우드가 환호 속에 회의장에 입장했다. 체임벌린은 감정에 호소하며 갈등의 책임을 히틀러에게 돌렸다.

공식적인 전쟁 선포는 즉시 이루어지지 않았다. 프랑스 외무장관 조르주 보네는 프랑스가 9월 2일 저녁 회의를 열 때까지 할 수 있는 것이 아무것도 없다고 알렸으며, 보네는 이탈리아가 제안한 9월 5일 개최되는 이전의 뮌헨 협정과 같은 정상회담을 개최하려고 지지를 모으고자 했다. 반면 영국 내각은 히틀러에게 즉시 최후통첩을 보내고, 9월 2일까지 군을 철수하지 않으면 즉시 전쟁을 선포할 것을 통보했다. 체임벌린과 핼리팩스는 파리에서 보네가 제안한 내용에 동의하여 프랑스가 동원 및 대피를 위한 시간이 필요하다고 생각했고, 체임벌린은 최후통첩의 만료 기간을 전달되기도 전에 연장했다. 하원에서 체임벌린의 긴 성명에는 최후통첩에 관한 언급이 없었고, 이로 인해 하원에서 별로 좋은 반응을 얻지 못했다. 아서 그린우드는 "노동계급을 대변하라"라고 말했을 때, 보수당 의원이자 전 해군대신 리오 애머리 "영국을 대변해서 말하시오, 아서!"라고 소리치며 총리가 이를 받아들이지 않을 것이라고 암시했다. 체임벌린은 전화 문제로 파리와 통신하기 어렵다고 답했고 프랑스가 무너지고 있다는 우려를 불식시키려고 시도했지만, 별로 성공을 거두지 못했다. 국민노동당 소속 하원의원 해럴드 니컬슨은 나중에 이에 대해 "그 몇 분 사이에 그는 자신의 명예를 버렸다"라고 썼다. 겉으로 지연된 것 같은 상황 때문에, 체임벌린이 히틀러와 다시 합의를 모색할 것이라는 우려가 제기되었다. 체임벌린의 마지막 평시 내각은 폭풍우가 몰아치던 그날 밤 11시 30분 회의를 열었고, 최후통첩은 하원이 소집되는 정오의 2시간 전인 오전 9시에 만료될 예정이었다. 1939년 9월 3일 오전 11시 15분, 체임벌린은 라디오를 통해 대국민 연설에서 영국이 독일과 전쟁 중이라고 발표했다.
저는 다우닝가 10번지의 내각 회의실에서 여러분에게 말씀드립니다. 오늘 아침, 베를린의 영국 대사는 독일 정부에게 11시까지 폴란드에서 즉시 철수할 준비가 되어있다는 소식을 듣지 못하면 양국 사이에 전쟁이 일어날 것이라는 내용의 최후통첩을 보냈습니다. 지금 당장 그러한 약속을 받지 못했고, 그 결과 이 나라는 독일과 전쟁 상태가 되었다는 말씀드립니다. ... 우리는 떳떳한 양심을 가지고 있습니다. 우리는 평화를 확립하기 위해 어떤 나라라도 할 수 있는 모든 것을 다 했습니다. 그러나 독일의 지도자가 한 그 어떤 말도 신뢰할 수 없으며, 그 어떤 국민이나 국가도 안전하다고 느낄 수 없는 상황은 더 이상 참을 수 없는 것이 되었습니다. ... 이제 신의 가호가 여러분 모두에게 함께하길 바라며, 신께서 정의를 수호해 주시길 기원합니다. 우리가 싸우려 하는 것은 사악한 것들, 즉 무자비한 폭력, 신의 없는 배신, 불의, 억압, 그리고 박해입니다. 그리고 이들에 맞서 나는 확신합니다. 정의가 반드시 승리할 것입니다.

그날 오후 체임벌린은 120년 만에 처음으로 열린 일요일에 하원에서 열린 회의에서 연설했으며, 조용한 하원에서 반대파들조차 "자제하고 효과적"이라고 불렀던 다음과 같은 연설을 했다.
내가 평생 공직에서 위해 일해 온 모든 것, 내가 희망했던 모든 것, 내가 믿어왔던 모든 것이 완전히 무너져 버렸습니다. 이제 저에게 남은 단 한 가지 일은, 우리가 너무나도 많은 것을 희생해 온 이 대의의 승리를 앞당기는 데 내가 가진 모든 힘과 능력을 바치는 것입니다.

#### "가짜 전쟁"
체임벌린은 즉시 전시 내각을 구성하고 노동당과 자유당을 내각에 참여하도록 초대했지만, 두 정당 모두 이를 거부했다. 체임벌린은 처칠을 해군장관으로 내각에서 복귀시켜 전시 내각에 포함시켰으며, 앤서니 이든에게 내각에 속한 자치령 담당 국무장관을 주었지만 전시 내각에는 포함시키지 않았다. 새로 장관이 된 처칠은 체임벌린에게 긴 메모를 쏟아부었으며, 체임벌린은 처칠과 매일 전시 내각에서 만나 너무 많은 메모를 보낸 것을 싫어했다. 체임벌린은 "이 편지들은 그가 앞으로 쓸 책에 인용하기 위한 것"이라고 의심했으며, 이는 전후 실제가 되었다. 또한 체임벌린은 독일로의 철광석 운송을 중단시키기 위한 방법으로 항공모함과 함께 지원 선박을 태운 중장갑 전함 3척을 발트해로 보내는 카트린 계획과 같은 처칠의 계획 중 일부를 저지했다. 전쟁 초기 몇 달 동안 영국이 관여한 유일하게 중요한 전선이 해전이었던 상황에서, 해군장관의 명백한 강경 전쟁 수행 의지는 대중과 의회 동료들 사이에서 처칠을 차기 지도자로 생각할 수 있는 기회를 제공했다.
서부 전선에서 지상전의 거의 없었기 때문에 전쟁의 초기 몇 달의 기간은 "따분한 전쟁"이라고 불렸고 나중에 언론인들에 의해 "가짜 전쟁"이라고 불렸다. 대부분의 연합군 관리와 장군들과 마찬가지로 체임벌린은 재무장을 계속하는 동안 봉쇄를 통해 독일에 경제적 압박을 가함으로써 비교적 빨리 전쟁에서 승리할 수 있다고 생각했다. 체임벌린은 전시 상태의 영국 경제를 바꾸는 것을 과도하게 꺼려했고, "중요한 것은 전쟁에서 이기는 것뿐이지만 그 과정에서 파산할 수도 있다"라고 말하며 비상 전시 예산을 제출했다. 정부 지출은 1939년 9월과 1940년 3월 사이에 인플레이션율보다 아주 약간 증가했다. 이러한 상황에서도 불구하고 체임벌린은 여전히 68%의 지지율을 받았으며 1940년 4월까지도 거의 60%에 달하는 지지율을 유지했다.

#### 몰락
1940년 초 연합군은 중립국인 노르웨이 북부를 점령하고 주요 항구인 나르비크를 포함한 여러 지역에 대한 해군 작전을 승인했으며, 독일이 대부분의 철광석을 공급받던 옐리바레의 광산도 점령할 가능성이 있었다. 발트해가 겨울에 얼어붙으면서 철광석은 나르비크에서 배를 타고 남쪽으로 운송되었으며, 연합군은 노르웨이 해역에서 기뢰를 부설하여 독일을 방해한 후 노르웨이 대부분을 점령할 계획이었다. 그러나 예상치 못하게 독일도 노르웨이를 점령할 계획이 있었고, 덴마크를 점령한 독일군이 4월 9일 노르웨이 침공을 시작하여 노르웨이 대부분을 빠르게 점령했다. 연합군은 노르웨이에 군을 파견했지만 별 성과가 없었고 4월 26일 전시 내각은 철수를 명령했다. 총리의 반대파들은 성령강림절의 휴회 기간 동안 연기 토론을 체임벌린에 대한 도전으로 변경했고, 곧 계획을 알게 된 체임벌린은 처음에 분노했지만 맞써 싸우기로 결정했다.
"노르웨이 토론"으로 알려진 논의는 5월 7일에 시작되어 이틀 동안 이루어졌다. 체임벌린의 연설을 포함한 초기 연설은 눈에 띄지 않았지만, 북포츠머스의 의원이자 함대 제독 로커 키스 경은 정식 군복을 입고 처칠을 제외한 내각의 노르웨이 전역에서의 행동에 대해 맹비난했다. 리오 애머리는 연설을 마치면서 올리버 크롬웰이 장기의회를 해산하며 했던 말인 "여러분은 좋은 일을 하기에는 너무 오래 여기 앉아 있었습니다. 떠나세요. 우리가 여러분을 끝낼 것입니다. 신의 이름으로, 떠나세요!"라고 말했다. 노동당이 하원 분할을 요구했을 때, 체임벌린은 "친구들, 그리고 이 의회 안에도 아직 내 친구들이 몇 명은 남아 있습니다만, 그들이 오늘 밤 정부를 지지해 주기를 바랍니다."라고 촉구했다. "친구"라는 단어는 당의 동료를 지칭하는 관례적인 용어였고, 체임벌린의 생애를 집필한 로버트 셀프는 "전쟁 상황의 심각성이 국가적 통합을 요구하고 있던 상황에서" 당에 대한 충성심을 언급한 체임벌린의 발언은 "판단 오류"였다고 말했다. 로이드 조지는 반대파에 합류했고, 처칠은 정부를 지지하는 강력한 연설로 토론을 마무리했다. 의회의 분열이 일어나고, 정부 원내총무를 받은 38명의 의원이 반대표를 던지고 20~25명이 기권하여 200명이 넘는 과반수 다수당을 차지한 정부는 81표 차이로 승리했다.
체임벌린은 5월 9일 대부분을 내각 구성원들과 회의하는 데 보냈다. 많은 보수당 의원들, 심지어는 정부에 반대표를 던진 의원들조차도 5월 9일과 그 이후 며칠 동안 체임벌린이 떠나기를 원하지 않았으며 오히려 그의 내각을 재건해야 한다고 생각했다. 체임벌린은 노동당이 그의 내각에 합류할 의향이 없다면 사임하겠다고 결심했고, 그날 늦게 클레멘트 애틀리와 만났다. 애틀리는 체임벌린을 따를 의향이 없었지만, 당시 본머스에서 열린 보수당 전국집행위원회와 협업하는 것에 동의했다. 체임벌린은 핼리팩스를 다음 총리로 선호했지만, 핼리팩스는 상원에서의 자신의 지위가 하원에서의 위치를 방해할 것이라고 생각하여 자신의 주장을 펼치기를 꺼려했고, 이러한 여러 사정으로 인해 처칠이 차기 총리로 유력해졌다. 다음 날, 독일군이 저지대 국가를 침공하자 체임벌린은 직위에 남는 것을 다시 생각했다. 하지만 클레멘트 애틀리는 노동당이 체임벌린 아래에서 일하지 않을 것이라고 확인했음에도 다른 보수당 총리 밑에서 일할 의향이 있다고 말했다. 이에 따라 결국 체임벌린은 버킹엄궁으로 향해 사임하고 국왕에게 처칠을 부르라고 말했다. 나중에 처칠은 체임벌린이 국왕에게 대부분의 의원들의 지지를 받을 수 있었던 핼리팩스를 부르라고 말하지 않은 것에 감사를 표했다. 그날 저녁 사임 방송에서 체임벌린은 다음과 같이 말했다.
이제 우리가 시험대에 오를 시간이 왔습니다. 지금 네덜란드, 벨기에, 그리고 프랑스의 무고한 국민들이 겪고 있는 것처럼 우리도 시험받고 있습니다. 이제 여러분과 저는 우리의 새로운 지도자 아래 단결해야 합니다. 우리의 모든 힘을 모아, 우리를 덮치기 위해 굴에서 뛰쳐나온 이 야수를 마침내 무장 해제시키고 쓰러뜨릴 때까지 흔들리지 않는 용기로 싸우고 일해야 합니다.

엘리자베스 여왕은 체임벌린에게 딸 엘리자베스 공주가 연설을 듣고 울었다고 전했다. 처칠은 체임벌린이 국가가 필요한 순간에 자신을 지지해준 것에 감사를 표하는 편지를 썼고, 체임벌린과 로이드 조지 외에 살아있는 유일한 전 총리인 볼드윈은 "우리가 보름 전만 해도 이야기를 나누었을 때와 비교하면, 당신은 불을 통과해 왔고, 순금이 되어 나왔습니다."라고 전했다.

## 추밀원 고문관
이전의 총리 사임 관례와 달리 체임벌린은 사임 명예 수훈 명단에 자신의 이름을 넣지 않았다. 체임벌린이 보수당의 지도자로 남았고 여전히 많은 의원들이 그를 지지하는 동시에 새 총리를 불신했기 때문에 처칠은 체임벌린 충성파를 제거하지 않았다. 처칠은 체임벌린이 재무부로 복귀하기를 원했지만 체임벌린은 노동당과의 문제로 이어질 것이라고 확신하고 거절했으며, 대신 축소된 5인 전쟁 내각에서 추밀원 고문관직을 수락했다. 1940년 5월 13일 체임벌린이 총리직 사임 이후 처음으로 하원에 입성했을 때, "의원들은 이성을 잃고 소리쳤고, 환호했고, 주문서를 흔들었고, 그의 입장은 열렬한 기립 박수를 받았다." 반면 하원은 처칠을 차갑게 맞이했으며, 처칠의 "우리는 해변에서 싸울 것입니다"와 같은 하원에서의 중요한 연설은 반쪽짜리 열광으로만 받아들여졌다.
체임벌린은 권력에서 실각하면서 깊은 우울증에 빠졌으며, 이에 대해 "이렇게 짧은 시간에 운명이 뒤집히는 것을 아는 사람은 거의 없을 것이다."라고 썼다. 특히 체임벌린은 "자신이 그렇게 행복했던 곳"이었던 영국 총리가 머물던 시골의 별장 체커를 잃은 것을 유감스럽게 생각했지만, 6월 19일 체임벌린 부부가 마지막으로 그곳을 방문한 후, "이제 그곳을 다녀왔으니 만족하며, 체커를 마음에서 지우려고 한다."라고 썼다. 추밀원 고문관으로서 체임벌린은 국내 문제에 대한 중대한 임무를 맡았고 처칠이 여러 번 부재하는 동안 전쟁 내각의 의장을 대신했다. 애틀리는 나중에 체임벌린에 대해 "그는 우리에 대한 어떤 원한에서도 자유로웠다. 그는 매우 열심히, 그리고 훌륭하게 일했다. 좋은 의장이자 훌륭한 위원회 구성원이었으며, 항상 매우 실무적이었다."라고 회상했다. 국왕회의의장 위원회의 의장으로서 체임벌린은 전시 경제에 많은 영향을 끼쳤다. 1940년 5월 26일 핼리팩스는 전쟁 내각에 저지대 국가가 정복되고 프랑스 총리 폴 레노가 이끄는 프랑스가 휴전 협정에 서명해야 할 수도 있다고 경고하면서 여전히 중립을 지키고 있는 이탈리아와의 외교적 접촉이 평화를 위한 협상의 가능성을 제공한다고 보고했다. 추가로 핼리팩스는 후속 조치를 취하고 가치 있는 제안을 얻을 수 있는지 확인하라고 촉구했다. 전쟁 내각 내에서 행동 방침을 놓고 벌어진 논쟁은 3일 동안 지속되었으며, 이 논쟁에서 체임벌린은 수용 가능한 제안을 받을 가능성은 낮으며 문제를 즉시 추진해서는 안 된다고 말했다. 이는 전쟁 내각이 협상을 거부하도록 만드는 데 중요한 역할을 했다.

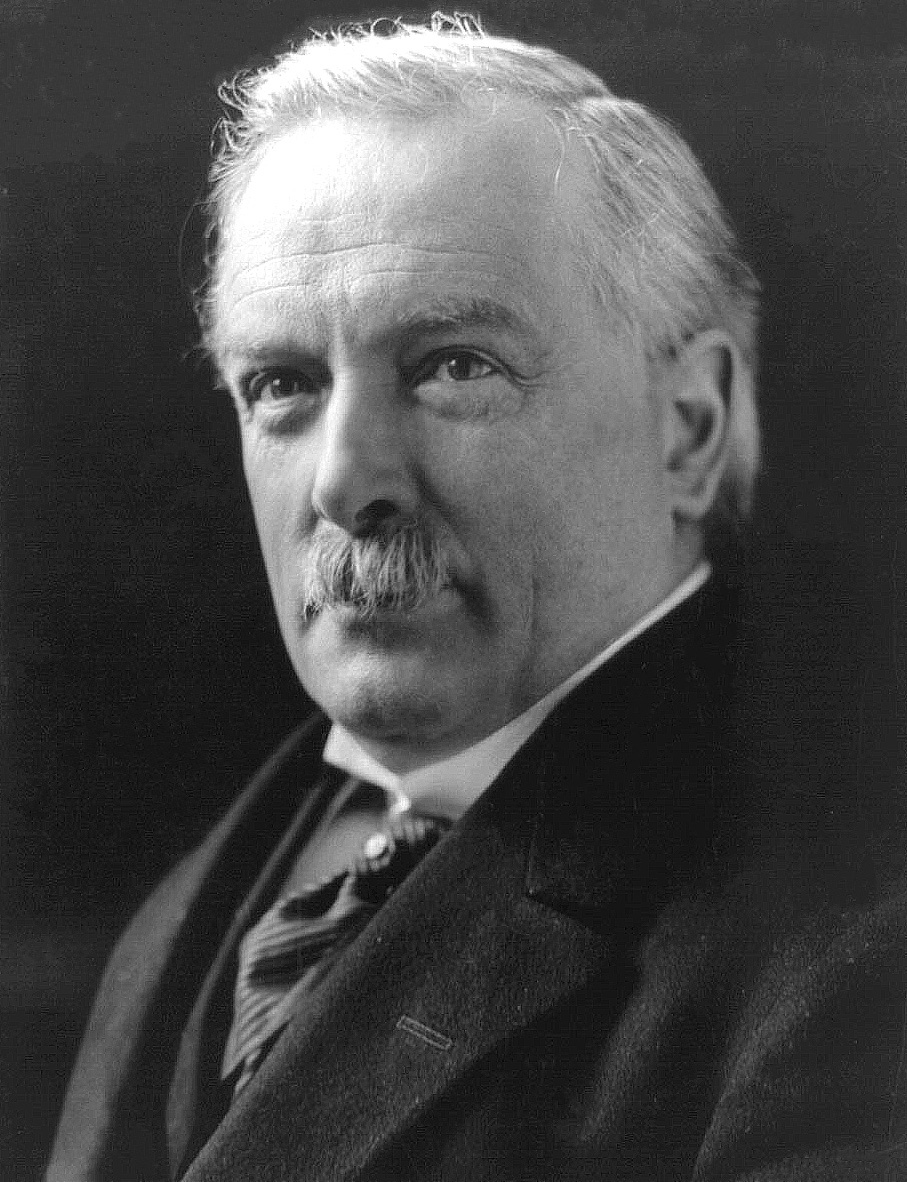
1916년~1922년 총리였던 데이비드 로이드 조지와 체임벌린은 서로를 경멸했다.

1940년 5월 처칠은 데이비드 로이드 조지를 내각에 포함시키는 문제를 두 번이나 제안했으며, 체임벌린은 그때마다 로이드 조지에 대한 오랜 적대감 때문에 그가 장관으로 임명된 즉시 사임하겠다고 말했다. 처칠은 로이드 조지를 임명하지 않았지만 6월 초에 체임벌린과 이 문제를 다시 논의했으며, 이 논의를 통해 체임벌린은 로이드 조지가 불화를 끝내겠다고 개인적으로 약속하는 조건으로 그의 임명에 동의했다. 이러한 논의를 끝에 로이드 조지에게 장관직을 제안했지만, 로이드 조지는 처칠의 정부에서 일하는 것을 거부했다.
체임벌린은 처칠을 지지하는 보수당을 이끌기 위해 노력했고, 데이비드 마게슨 원내총무와 협력하여 당원들의 처칠에 관한 의심과 반감을 극복하려고 시도했다. 7월 4일, 프랑스 함대에 대한 영국의 공격 이후, 처칠은 체임벌린과 마게슨이 조직한 보수당 의원들의 큰 환호 속에 하원에 입장했고, 처칠은 5월 이후 처음으로 보수당에게 받은 첫 환호에 감격했다. 처칠은 노동당과 자유당이 체임벌린을 내각에서 쫓아내려는 시도를 받아들이지 않고 안정적으로 지원했다. 이후 체임벌린에 대한 비판이 언론에서 등장하기 시작했으며, 체임벌린은 노동당이 다가올 의회의 비밀 회의를 자신을 공격하기 위한 것으로 사용하려는 사실을 알게 되었다. 이에 체임벌린은 처칠에게 노동당을 공격함으로써만 자신을 방어할 수 있다고 말했고, 이에 처칠은 노동당과 언론에 개입했다. 이후 체임벌린은 "수도꼭지를 잠그는 것처럼" 비판 여론이 사라졌다고 말했다.
1940년 7월, 미래의 노동당 대표 마이클 풋, 이전 자유당 의원 프랑크 오웬, 보수당의 피터 하워드의 3명이 "카토"(Cato)라는 가명을 사용하여 《유죄인들》(Guilty Men)이라는 제목의 논쟁 글을 발표했다. 이 책은 국민정부의 기록을 공격하며, 국민정부가 전쟁을 적절히 대비하지 못했다고 주장했고, 전쟁 초기에 영국의 재앙을 만들어낸 체임벌린과 다른 장관들을 해임할 것을 요구했다. 이 짧은 책은 20만 부 이상 판매되었는데, 그 중 많은 부분이 직접 전달되었으며 몇몇 주요 서점들에서 판매되지 않았음에도 불구하고 처음 몇 달 동안 27판까지 개정되어 나왔다. 역사학자 데이비드 더튼은 "이 사건은 일반 대중과 학계에서 체임벌린의 평판에 실제로 엄청난 영향을 미쳤다."라고 평가했다.
체임벌린은 간헐적으로 통풍 발작을 겪은 것을 제외하고는 평생 훌륭한 건강 상태를 유지했지만, 1940년 7월부터는 끊임없이 고통을 겪었다. 체임벌린은 치료를 받았고 수술을 위해 병원에 입원했다. 외과의사는 체임벌린이 대장암 말기라는 사실을 발견했지만 더 이상 수술이 필요하지 않을 것이라고 말하며 사실을 숨겼다. 체임벌린은 8월 중순 업무에 복귀했으며, 9월 9일 사무실로 돌아왔다. 그러나 런던의 야간 폭격으로 인해 공습 대피소로 향해야 했던 체임벌린이 휴식을 취하지 못해 통증이 재발했고, 에너지가 더 이상 없던 그는 9월 19일 마지막으로 런던을 떠나 헥필드의 하이필드 파크로 돌아왔다. 1940년 9월 22일, 체임벌린은 처칠에게 사임을 요청했으며, 처칠은 처음에 이를 수락하기를 꺼려했지만 체임벌린이 다시는 사무실로 복귀하지 않을 것이라는 사실을 깨닫고 사임을 수락했다. 처칠은 체임벌린이 조지프 체임벌린이 회원이었던 영국 기사단의 최고 훈장인 가터 훈장을 받을 것인지 물었고, 체임벌린은 이를 거부하며 "아버지처럼 아무 칭호 없이 그저 '체임벌린 씨'로 죽는 것이 더 낫다"라고 답했다.

체임벌린은 남은 시간이 얼마 남지 않은 여생 동안 언론들이 자신의 사임에 대해 "짧고 차갑고 대체로 폄하하는" 논평을 하는 것이 화가 났고, "그 사람에 대한 동정심이나 배경에 인간적인 비극이 있을 수 있다는 이해조차 전혀 없이" 비판만 한다고 불평했다. 국왕과 여왕은 10월 14일 윈저성에서 체임벌린을 문병하러 내려왔다. 체임벌린은 친구와 지지자들로부터 수백 통의 동정어린 편지를 받았고, 체임벌린 내각에서 재무장관을 지낸 존 사이먼에게 다음과 같은 편지를 썼다.
가난한 사람들의 생활 조건을 개선하는 것이야말로 내가 중년을 넘긴 나이에 정치에 입문하게 된 이유였으며, 비록 전쟁의 파괴로 인해 그 성과가 이어지지 못할 수도 있지만, 내 야망의 일부라도 실현할 수 있었다는 것이 나에게는 어느 정도 위안이 됩니다. 그 외에, 내가 해온 일에 대해 후회할 것은 없으며, 내가 했어야 할 일 중 하지 않은 것도 보이지 않습니다. 그러므로 나는 이렇게 갑작스럽게 닥친 운명을 기꺼이 받아들이려 합니다.

## 죽음
1940년 11월 9일 체임벌린은 71세의 나이로 대장암으로 인해 사망했다. 장례식은 5일 후인 11월 14일 목요일에 웨스트민스터 사원에서 거행되었으며, 전시 보안 문제로 날짜와 시간은 대중들에게 알려지지 못했다. 체임벌린의 전직 개인 비서였던 존 콜빌이 장례식에서 안내를 맡았으며, 윈스턴 처칠과 핼리팩스 경은 운구를 담당했다. 화장 이후 그의 유해는 옆의 사원에 안장되었으며, 처칠은 체임벌린의 사망 3일 후 하원에서 다음과 같이 추모했다.
역사가 이 끔찍하고도 중대한 세월에 대해 무엇을 말하든, 혹은 말하지 않든 간에, 한 가지는 확실합니다. 네빌 체임벌린은 자신의 신념에 따라 완전한 성실함으로 행동했고, 우리가 지금 맞서고 있는 이 끔찍하고 파괴적인 전쟁을 막기 위해 자신의 능력과 권한, 그리고 그것이 가진 강력한 영향력을 최대한 발휘해 노력했습니다. 오직 이 점만으로도, 소위 '역사의 심판' 앞에서 그는 정당한 평가를 받을 것입니다.

일부 체임벌린 지지자들은 처칠의 연설이 고인이 된 총리에 대한 희미한 추모라고 여겼지만, 처칠은 비공식적으로 "불쌍한 네빌 없이는 어떻게 하겠습니까? 저는 그가 제 대신 국내 전선을 돌봐주기를 바랐습니다."라고 덧붙였다. 1940년 11월 12일 하원과 상원에서 체임벌린에게 경의를 표한 사람 중에는 외무장관 핼리팩스 경, 노동당 대표 클레멘트 애틀리, 자유당 대표이자 항공장관 아치볼드 싱클레어 경 등이 있었다. 하원에 속한 유일한 전 총리인 데이비드 로이드 조지는 당시 연설에 나설 것으로 예상되었지만 회의에 참석하지 않았다. 항상 가족과 가까웠던 체임벌린의 유언 집행인은 그의 사촌인 윌프레드 빙 켄릭과 윌프리드 마르티노였으며, 둘 다 체임벌린과 마찬가지로 버밍엄 시장을 지낸 인물이었다.

## 유산과 평가

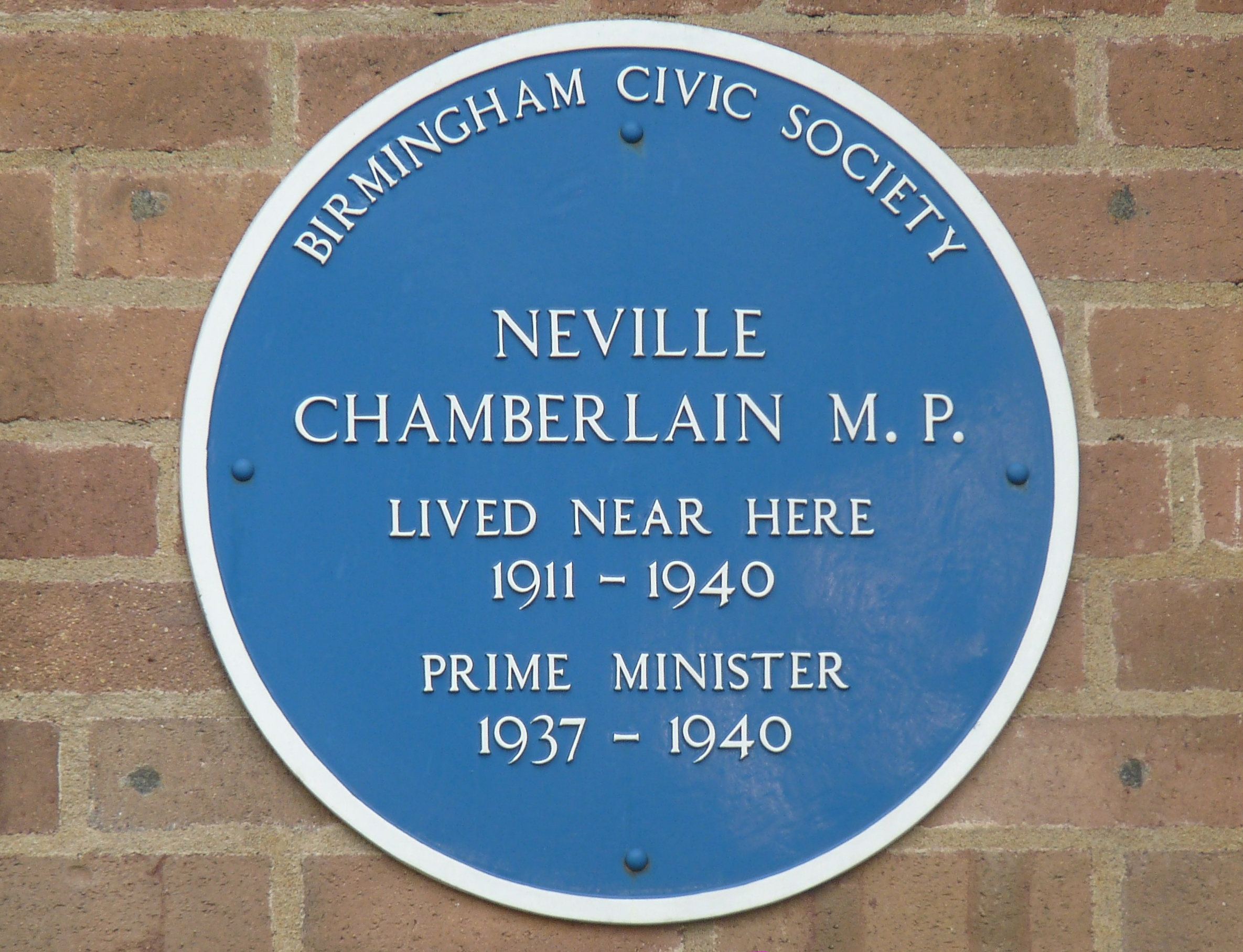
버밍엄 에지바스턴에 위치한 체임벌린을 기리는 파란색 명판.

네빌 체임벌린은 죽기 며칠 전 다음과 같이 썼다.
내 개인적인 명성에 관한 한, 나는 전혀 흔들리지 않는다. 지금도 엄청난 양으로 받고 있는 편지들은 한결같이 같은 점을 강조하고 있다. 즉, 뮌헨 협정이 없었더라면 전쟁은 1938년에 이미 패배했고, 제국은 붕괴했을 것이라는 것이다. ... 나는 반대되는 견해가 살아남을 가능성이 있다고 생각하지 않는다. ... 설령 앞으로 지난 2년간의 진실한 내막이 더 이상 공개되지 않는다 해도, 나는 역사의 심판을 두려워하지 않는다.

책 《유죄인들》은 체임벌린의 평판을 손상시킨 유일한 제2차 세계 대전 시기 글이 아니었다. 1941년 출판된 《우리 모두가 틀린 것은 아니었다》는 《유죄인들》과 비슷한 입장을 취하면서 자유당과 노동당 의원, 그리고 소수의 보수당 의원들만이 체임벌린의 유화정책에 반대했다고 주장했지만, 저자인 자유당 의원 제프리 맨더는 1939년 징집에 반대표를 던졌다. 보수당의 정책에 대한 또 다른 논쟁은 노동당 소속 아뉴린 베번이 익명으로 작성한 《토리를 믿지 않는 이유》(1944)에서 볼드윈과 체임벌린의 외교 정책 결정에 관해 비난했다. 몇몇 보수당 의원들만이 결정에 관한 자신들의 비전을 제시했고, 그 중 가장 유명한 것은 1945년 퀸틴 호그의 《좌익은 결코 옳지 않았다》이며, 전쟁이 끝날 무렵 이 글은 체임벌린이 영국의 패배를 거의 초래한 심각한 외교적, 군사적 오판의 책임이 있다는 매우 강력한 대중적 믿음을 만들어냈다.
체임벌린의 평가는 이러한 좌파의 공격으로 완전히 파괴되었다. 1948년 처칠의 6권의 세트인 《제2차 세계 대전》의 첫 번째 권인 《다가오는 폭풍》이 출판되면서 체임벌린은 우파로부터 훨씬 더 심한 공격을 받기 시작했다. 개인적으로 처칠은 "이것은 역사가 아니라 나의 사례입니다."라고 말했지만, 그의 책 시리즈는 여전히 엄청난 영향력을 가졌다. 처칠은 체임벌린을 "선의는 가졌지만 약하고, 히틀러가 가하는 위협에 눈이 멀었으며, 히틀러가 유럽 국가들의 대연합에 의해 권력에서 물러날 수 있다는 사실을 전혀 모르는 사람"이라고 묘사했다. 처칠은 뮌헨 협정과 전쟁 사이의 1년 간의 지연이 영국의 입장을 약화시켰다고 주장했고, 평화와 전시 상황의 체임벌린의 결정에 대해 모두 비판했다. 처칠의 책이 출판된 후 몇 년 동안 그의 판단에 의문을 제기한 역사학자는 거의 없었다.
체임벌린의 사망으로 미망인이 된 앤 체임벌린의 처칠의 저서들에 대해 "이는 단순히 쉽게 정정될 수 있는 잘못된 진술이 아니라, 대대적인 생략과 가정에 기반한 것이다. 즉, 실제로는 사실이 아닌 것들이 이제는 마치 확립된 사실인 것처럼 인정되고 있다."라고 말했다.
체임벌린이 가족과 주고받은 편지와 방대한 개인 서류 중 대부분은 1974년 그의 가족에 의해 버밍엄 대학교 기록 보관소에 유증되었다. 전쟁 중에 체임벌린의 가족들은 역사학자 키스 페일링에게 공식 생애를 집필하도록 의뢰했고, 그에게 체임벌린의 개인 일기와 서류에 대해 접근할 수 있도록 허락했다. 페일링은 최근 사망한 사람의 공식 전기 작가로서 공식 서류에 대한 접근 권한을 가졌지만, 그는 그 조건을 알지 못했으며 이로 인해 내각 비서관은 페일링의 접근 요청을 거부했다.
비록 키스 페일링은 "체임벌린에 대한 단권 전기 중 가장 인상적이고 설득력 있는 저작"이라고 역사학자 데이비드 더튼이 평가한 책을 전쟁 중에 집필하여 1946년 출판했지만, 이미 실추된 체임벌린의 평가는 회복시키지는 못했다.
보수당 의원인 이언 매클라우드의 1961년 체임벌린 전기는 체임벌린에 대한 수정주의의 첫 번째 주요 저서였다. 같은 해, A. J. P. 테일러는 그의 저서 《제2차 세계 대전의 기원》에서 체임벌린이 영국을 방어하기 위해 적절한 재무장을 시행했으며 독일을 완벽하게 무찌르기 위한 재무장은 엄청난 추가 자원이 필요했을 것이라고 주장했고, 그와 뮌헨 협정에 관해 "그는 영국 사회에서 가장 훌륭하고 계몽된 가치들의 승리를 상징하는 인물이었다. ... [또한] 베르사유 조약의 가혹함과 근시안적인 태도를 용기 있게 비판했던 이들을 위한 승리이기도 했다."라고 묘사했다.
1967년 30년 기밀 규정이 도입되면서 이후 3년 동안 체임벌린 내각의 많은 문서가 공개되었고, 이는 체임벌린이 왜 그러한 판단을 하고 행동했는지 설명하는 데 도움을 주었다. 그 결과 출판된 저서들은 수정주의 학파에 큰 영향을 미쳤지만, 여전히 독일에 관해서 맹목적인 노련한 정치인으로 체임벌린을 묘사한 키스 미들매스의 《환상의 외교》(1972)와 같이 그를 맹비난하는 책도 추가로 출판되었다. 공개된 문서들은 책 《유죄인들》에서 주장했던 것과 달리 체임벌린이 외무부의 조언을 무시하지 않았고 내각을 무시하며 짓밟지 않았다는 것을 증명했다. 다른 공개된 문서는 체임벌린이 처칠이 옹호했던 것과 같은 유럽 정부들 간의 대연합을 추구해는 것을 고려했지만 유럽을 양분화하면 전쟁이 일어날 가능성이 있다는 이유로 이를 거부했다는 것을 보여주었다. 또한 문서들은 체임벌린이 웨스트민스터 헌장에 따라 독립적인 외교 정책을 추구하는 영연방이 유럽에서 전쟁이 발생할 경우 이들의 도움을 받을 수 없다고 말했던 조언을 받았다는 것을 보여주었다. 영국이 독일이 체코슬로바키아를 정복하는 것을 강제로 막을 수 없다는 것을 지적한 참모총장의 보고서는 이때 처음으로 대중들에게 알려졌다. 체임벌린에 대한 수정주의 주장에 대한 반대로 1990년대 후기 수정주의 학파가 추가로 등장하여 공개된 문서를 활용하여 책 《유죄인들》의 초기 결론들을 정당화했다. 옥스포드의 역사학자 R. A. C. 파커는 체임벌린이 1938년 초 안슐루스 이후 프랑스와 긴밀한 동맹을 맺고 국제연맹의 지원 하에 독일을 봉쇄하는 정책을 시행할 수 있었다고 주장했다. 많은 수정주의 역사학자들이 체임벌린이 자신의 행동에서 선택의 여지가 거의 없거나 전혀 없었다고 주장한 반면, 파커는 체임벌린과 그의 내각이 다른 실행 가능한 정책이 있었음에도 불구하고 유화정책을 선택했다고 주장했다. 파커는 그의 두 권의 저서인 《체임벌린과 회유》(1993)와 《처칠과 회유》(2000)에서 체임벌린이 그의 "강력하고 완고한 성격"과 토론 능력으로 인해 영국이 효과적인 억제 대신 유화정책을 채택하게 되었다고 주장했으며, 1930년대 후반 처칠이 고위직을 지냈다면 히틀러를 억제하여 히틀러를 반대하는 독일 내 세력이 그를 제거할 수 있도록 하는 동맹을 구축할 수 있었을 것이라고 주장했다.

데이비드 더튼은 체임벌린에 대한 평가가 좋든 나쁘든 항상 그는 독일에 대한 그의 정책에 대한 것으로 대부분 평가받을 것이라며 다음과 같이 썼다.
체임벌린의 공직 생활에 대해 무엇을 말하든 간에, 그의 명성은 결국 이 순간[뮌헨]과 이 정책[유화정책]에 대한 평가에 달려 있을 것이다. 이는 그가 1940년에 직책을 떠났을 때도 마찬가지였으며, 60년이 지난 지금도 변함이 없다. 이를 다르게 기대하는 것은 마치 폰티우스 필라투스가 언젠가 로마 제국의 유능한 지방 행정관으로 평가받기를 바라는 것과 같다.

## 명예

### 학업적 명예
- 왕립학회 회원 (FRS) - 1938년[25][244]
- 옥스퍼드 대학교 - DCL[41]
- 케임브리지 대학교 - LLD[41]
- 버밍엄 대학교 - LLD[41]
- 브리스틀 대학교 - LLD[41]
- 리즈 대학교 - LLD[41]
- 레딩 대학교 - DLitt[41]

### 자유
- 버밍엄시 명예 자유 시민[245]
- 런던시 명예 자유 시민 - 1940년 수여되었으나 수락 전에 사망, 서류는 1941년 부인에게 전달[245]

### 군사 직책 명예
- 1939년: 명예 공군 사령관, 제916항공단(워릭 카운티), 왕립 보조 공군[41]

### 내용주
1. ↑  조지프 체임벌린의 손실은 1인당 국내총생산을 기준으로 환산하면 2,910만 파운드에 해당하고, RPI 환산으로 측정하면 420만 파운드에 해당한다. 다음 자료를 참고하라: MeasuringWorth
2. ↑  "우리 시대의 평화"는 흔히 잘못 인용되는 문구이며, 《성공회 기도서》에서 유래되었고, 1938년 10월 2일자 《뉴욕 타임즈》에도 잘못 인용되어 실렸다. Faber 2008, 5–7쪽
3. ↑  디즈레일리, 혹은 더 정확히 비컨스필드 경은 "솔즈베리 경과 나는 당신들에게 평화를 가져다주었습니다. 하지만 명예로운 평화가 되기를 바랍니다."라고 말했다. Keyes 2006, 160쪽

### 참조주
1. ↑  Strangio, Paul;  외. (2013). 《Understanding Prime-Ministerial Performance: Comparative Perspectives》. Oxford: Oxford University Press. 224, 226쪽. ISBN 978-0-19-966642-3. 2016년 6월 17일에 원본 문서에서 보존된 문서. 2015년 8월 14일에 확인함.
2. ↑  Crozier 2004–09.
3. ↑  Macklin 2006, 11쪽.
4. 1 2  Ruston, Alan. “Neville Chamberlain”. Unitarian Universalist Historical Society. 2007년 2월 21일에 원본 문서에서 보존된 문서. 2022년 1월 28일에 확인함.
5. ↑  Smart 2010, 2–3쪽.
6. ↑  Smart 2010, 5–6쪽.
7. ↑  Smart 2010, 6–8쪽.
8. ↑  Self 2006, 21쪽.
9. ↑  Self 2006, 22쪽.
10. ↑  Dutton 2001, 9쪽.
11. ↑  UK Retail Price Index inflation figures are based on data from Clark, Gregory (2020). “The Annual RPI and Average Earnings for Britain, 1209 to Present (New Series)”. 《MeasuringWorth》. 2021년 8월 8일에 확인함.
12. ↑  Smart 2010, 33쪽.
13. ↑  Smart 2010, 33–34쪽.
14. ↑  “The United Hospitals Conference of Great Britain and Ireland”. 《The Times》. 1906년 12월 7일. 8쪽. 2014년 3월 1일에 원본 문서에서 보존된 문서. 2013년 2월 25일에 확인함.
15. ↑  Self 2006, 31쪽.
16. 1 2  Self 2006, 33–35쪽.
17. ↑  Dilks 1984, 115–116쪽.
18. ↑  Smart 2010, 39쪽.
19. ↑  Self 2006, 40쪽.
20. ↑  Smart 2010, 53쪽.
21. ↑  Self 2006, 40–41쪽.
22. ↑  Self 2006, 41쪽.
23. ↑  Self 2006, 42–43쪽.
24. ↑  Smart 2010, 62쪽.
25. 1 2  《Who Was Who, 1929–1940》. A and C Black. 1949. 235쪽.
26. ↑  Smart 2010, 67쪽.
27. ↑  Smart 2010, 77–79쪽.
28. ↑  Smart 2010, 70쪽.
29. ↑  Self 2006, 68쪽.
30. 1 2  Dilks 1984, 262쪽.
31. ↑  Hallam, David J.A. Taking on the Men: the first women parliamentary candidates 1918 보관됨 28 3월 2019 - 웨이백 머신, Studley, 2018 chapter 4, 'Corbett Ashby in Ladywood'. Chamberlain's letters to his sisters detailing the campaign are deposited at the Cadbury Research Library, University of Birmingham.
32. ↑  Self 2006, 73쪽.
33. ↑  Englefield 1995, 388쪽.
34. ↑  Pepper, S. (2009년 3월 1일). “Homes Unfit for Heroes: The Slum Problem in London and Neville Chamberlain's Unhealthy Areas Committee, 1919–21”. 《The Town Planning Review》 80 (2): 143. doi:10.3828/tpr.80.2.3. 2014년 3월 14일에 원본 문서에서 보존된 문서. 2013년 3월 1일에 확인함.
35. ↑  Yelling, J. A. (2004년 7월 31일). 《Slums and Redevelopment》. Routledge 1992. 26–27쪽. ISBN 9781135372286. 2013년 3월 1일에 확인함.
36. ↑  Self 2006, 79–80쪽.
37. ↑  Smart 2010, 94–95쪽.
38. ↑  Smart 2010, 96쪽.
39. ↑  Self 2006, 87쪽.
40. ↑  Self 2006, 87–88쪽.
41. 1 2 3 4 5 6 7 8  《Kelly's Handbook to the Titled, Landed and Official Classes 1940》. Kelly's. 433쪽.
42. ↑  Self 2006, 89쪽.
43. ↑  Smart 2010, 106–07쪽.
44. ↑  Macklin 2006, 24–25쪽.
45. ↑  Self 2006, 103쪽.
46. ↑  Dutton 2001, 14쪽.
47. ↑  Self 2006, 106쪽.
48. ↑  Self 2006, 116–18쪽.
49. ↑  Smart 2010, 139–40쪽.
50. ↑  Self 2006, 115쪽.
51. ↑  Self 2006, 429쪽.
52. ↑  Dilks 1984, 584–86쪽.
53. ↑  Smart 2010, 160–62쪽.
54. ↑  Self 2006, 161쪽.
55. ↑  Self 2006, 161–62쪽.
56. ↑  Self 2006, 163쪽.
57. ↑  Self 2006, 165–66쪽.
58. 1 2  Dutton 2001, 17쪽.
59. ↑  Smart 2010, 173쪽.
60. ↑  Macklin 2006, 32쪽.
61. 1 2  Smart 2010, 174쪽.
62. ↑  Maurice Bruce (1968). 《The coming of the Welfare State》. Batsford. 370쪽. ISBN 9780713413595. 2016년 6월 24일에 원본 문서에서 보존된 문서. 2015년 8월 14일에 확인함.
63. ↑  Bruce, 371쪽.
64. ↑  Macklin 2006, 36쪽.
65. 1 2  Dutton 2001, 18쪽.
66. ↑  Macklin 2006, 36–42쪽.
67. ↑  Smart 2010, 199–200쪽.
68. ↑  Dutton 2001, 40쪽.
69. ↑  Ziegler, Philip (1991). 《King Edward VIII》. Alfred A. Knopf. 312쪽. ISBN 978-0-394-57730-2.
70. ↑  Gilbert, Martin (1981). 《Winston Churchill, The Wilderness Years》. Macmillan. 169–70쪽. ISBN 978-0-333-32564-3.
71. ↑  Macklin 2006, 44–45쪽.
72. ↑  Smart 1999, 148쪽.
73. 1 2 3  Self 2006, 261쪽.
74. ↑  Smart 2010, 224–25쪽.
75. ↑  Self 2006, 264쪽.
76. ↑  Faber 2008, 171쪽.
77. ↑  Faber 2008, 172쪽.
78. ↑  Macklin 2006, 48쪽.
79. ↑  Macklin 2006, 52쪽.
80. 1 2 3  Macklin 2006, 158쪽.
81. ↑  Dawson 2006.
82. 1 2  Taylor 1965, 406쪽.
83. 1 2 3 4 5 6 7  Self 2006, 298–99쪽.
84. ↑  Macklin 2006, 64쪽.
85. 1 2  Smart 2010, 225쪽.
86. ↑  Self 2006, 279쪽.
87. ↑  Smart 2010, 226쪽.
88. ↑  Smart 2010, 225–26쪽.
89. ↑  Self 2006, 273–74쪽.
90. ↑  Self 2006, 274쪽.
91. ↑  Smart 2010, 228–29쪽.
92. ↑  Smart 2010, 230–32쪽.
93. 1 2  Self 2006, 286쪽.
94. ↑  Faber 2008, 103쪽.
95. 1 2  Smart 2010, 232쪽.
96. 1 2 3 4 5 6  Self 2006, 304쪽.
97. 1 2  Faber 2008, 148쪽.
98. ↑  Self 2006, 302쪽.
99. ↑  Faber 2008, 156쪽.
100. ↑  Smart 2010, 237쪽.
101. 1 2  Faber 2008, 159–60쪽.
102. ↑  Faber 2008, 160쪽.
103. ↑  Smart 2010, 234쪽.
104. ↑  Faber 2008, 162쪽.
105. ↑  Faber 2008, 189쪽.
106. ↑  Faber 2008, 202–03쪽.
107. ↑  Faber 2008, 199–200쪽.
108. ↑  Faber 2008, 211–14쪽.
109. ↑  Faber 2008, 230–34쪽.
110. ↑  Self 2006, 308쪽.
111. ↑  Faber 2008, 244–46쪽.
112. ↑  Faber 2008, 263–66쪽.
113. ↑  Faber 2008, 277쪽.
114. ↑  Self 2006, 310–12쪽.
115. ↑  Self 2006, 312–14쪽.
116. ↑  Smart 2010, 242쪽.
117. ↑  Faber 2008, 319–24쪽.
118. 1 2 3  Self 2006, 316쪽.
119. ↑  Faber 2008, 334쪽.
120. ↑  Faber 2008, 337쪽.
121. ↑  Faber 2008, 340–42쪽.
122. ↑  Self 2006, 318–20쪽.
123. ↑  Self 2006, 321쪽.
124. ↑  Faber 2008, 375–76쪽.
125. ↑  Faber 2008, 382쪽.
126. 1 2  Self 2006, 323쪽.
127. ↑  Self 2006, 324쪽.
128. ↑  Faber 2008, 403–07쪽.
129. ↑  Faber 2008, 407–10쪽.
130. ↑  Faber 2008, 410–11쪽.
131. ↑  Faber 2008, 413–14쪽.
132. ↑  Self 2006, 324–25쪽.
133. ↑  Self 2006, 325쪽.
134. ↑  Faber 2008, 417–18쪽.
135. ↑  Faber 2008, 5쪽.
136. 1 2 3  Faber 2008, 5–7쪽.
137. 1 2 3  Faber 2008, 420쪽.
138. ↑  Faber 2008, 6쪽.
139. ↑  Faber 2008, 420–21쪽.
140. ↑  Self 2006, 330쪽.
141. ↑  Faber 2008, 424–25쪽.
142. 1 2  Self 2006, 333쪽.
143. ↑  Smart 2010, 249쪽.
144. ↑  Self 2006, 334–35쪽.
145. ↑  Smart 2010, 250쪽.
146. ↑  Self 2006, 341쪽.
147. ↑  Smart 2010, 250–51쪽.
148. ↑  Self 2006, 339쪽.
149. ↑  Self 2006, 344–45쪽.
150. 1 2  Self 2006, 345–46쪽.
151. ↑  Self 2006, 347쪽.
152. ↑  Self 2006, 348쪽.
153. ↑  Smart 2010, 254쪽.
154. ↑  Self 2006, 352–53쪽.
155. ↑  Dutton 2001, 58쪽.
156. ↑  Self 2006, 353쪽.
157. ↑  Courcy 1940, 98쪽.
158. 1 2  Self 2006, 354쪽.
159. ↑  Self 2006, 357쪽.
160. ↑  Dutton 2001, 58–59쪽.
161. ↑  Self 2006, 358쪽.
162. ↑  Smart 2010, 255쪽.
163. ↑  Self 2006, 358–59쪽.
164. ↑  Philpott, Ian M. (2008). 《The Royal Air Force: An Encyclopedia of the Inter-War Years. Volume II: Rearmament 1930–1939》. Pen and Sword. 222–23쪽. ISBN 978-1-84415-391-6.
165. ↑  Self 2006, 367–69쪽.
166. ↑  Halsall 1997.
167. 1 2  Self 2006, 369쪽.
168. ↑  Smart 2010, 261쪽.
169. ↑  Self 2006, 378쪽.
170. ↑  “BRITISH NOTE TO GERMANY. (Hansard, 1 September 1939)”. 《Parliamentary Debates (Hansard)》. 1939년 9월 1일. 2016년 11월 30일에 원본 문서에서 보존된 문서. 2018년 2월 19일에 확인함.
171. ↑  Self 2006, 378–79쪽.
172. ↑  Smart 2010, 263쪽.
173. 1 2  Self 2006, 380쪽.
174. ↑  Dutton 2001, 59쪽.
175. ↑  “Neville Chamberlain's declaration of war”. 《TheGuardian.com》. 2009년 9월 6일.
176. ↑  Feiling 1970, 416쪽.
177. 1 2  Self 2006, 382쪽.
178. ↑  Self 2006, 386–87쪽.
179. ↑  Self 2006, 387–88쪽.
180. ↑  Smart 2010, 269쪽.
181. ↑  Smart 2010, 265쪽.
182. ↑  Self 2006, 383쪽.
183. ↑  Smart 2010, 268쪽.
184. 1 2  Self 2006, 390쪽.
185. ↑  Self 2006, 391쪽.
186. ↑  Dutton 2001, 61쪽.
187. ↑  Smart 2010, 273쪽.
188. 1 2  Self 2006, 415–16쪽.
189. ↑  Self 2006, 420–21쪽.
190. ↑  Erin Redihan, 《Neville Chamberlain and Norway: The Trouble with 'A Man of Peace' in a Time of War》. 〈New England Journal of History〉 (2013) 69#1/2. 1–18쪽.
191. ↑  Self 2006, 423쪽.
192. ↑  Self 2006, 424–25쪽.
193. 1 2  Self 2006, 425쪽.
194. ↑  Self 2006, 426쪽.
195. ↑  Dutton 2001, 63–64쪽.
196. 1 2  Self 2006, 428–30쪽.
197. ↑  Dutton 2001, 118쪽.
198. ↑  Feiling 1970, 441쪽.
199. ↑  Feiling 1970, 442쪽.
200. ↑  Feiling 1970, 443쪽.
201. ↑  Self 2006, 431–32쪽.
202. 1 2 3  Self 2006, 432쪽.
203. 1 2  Self 2006, 433쪽.
204. ↑  Smart 2010, 279쪽.
205. 1 2  Self 2006, 435쪽.
206. ↑  Macklin 2006, 90쪽.
207. 1 2  Self 2006, 436쪽.
208. ↑  Self 2006, 435–36쪽.
209. ↑  Self 2006, 440–42쪽.
210. ↑  Self 2006, 439–41쪽.
211. ↑  Dutton 2001, 74쪽.
212. ↑  Dutton 2001, 71–72쪽.
213. ↑  Self 2006, 442–43쪽.
214. ↑  Self 2006, 443–44쪽.
215. 1 2  Self 2006, 445쪽.
216. 1 2  Self 2006, 446쪽.
217. ↑  Larson, Erik (2021). 《Splendid and the Vile: A Saga of Churchill, Family and defiance during the Blitz.》. London: William Collins. 288쪽. ISBN 978-0-00-827498-6.
218. ↑  Self 2006, 447–48쪽.
219. ↑  Self 2006, 447쪽.
220. ↑  Self 2006, 446–47쪽.
221. ↑  Self 2006, 439쪽.
222. ↑  Daniell 1940.
223. ↑  “The Right Honourable Arthur Neville Chamberlain” (PDF). 《Will probate instruction/information of Neville Chamberlain, Page 7145 – 16th December, 1941》. London Gazette. 2014년 3월 12일에 원본 문서 (PDF)에서 보존된 문서. 2013년 3월 13일에 확인함.
224. ↑  Self 2006, 449쪽.
225. ↑  Dutton 2001, 116쪽.
226. ↑  Dutton 2001, 76–80쪽.
227. ↑  Dutton 2001, 105–06쪽.
228. ↑  Dutton 2001, 108–09쪽.
229. ↑  Dutton 2001, 106쪽.
230. ↑  Dutton 2001, 107쪽.
231. ↑  “XNC – Papers of Neville Chamberlain. 1. Family correspondence and other papers. NC1/2 (Transcribed Chamberlain family letters)”. National Archives – University of Birmingham. 2013년 2월 15일에 확인함. The letters were transcribed in 1915 by Norah Kenrick [wife of Neville Chamberlain's cousin and friend, W. Byng Kenrick] from the original letters then in the possession of Clara Martineau [daughter of Chamberlain's uncle, Sir Thomas Martineau].
232. ↑  “NC13/17/197-237 XNC Papers of Neville Chamberlain”. Birmingham University Archives. 2013년 3월 2일에 확인함.
233. 1 2  Dutton 2001, 133–36쪽.
234. ↑  Self 2006, vii쪽.
235. ↑  Dutton 2001, 143–44쪽.
236. ↑  Dutton 2001, 181쪽.
237. ↑  Dutton 2001, 157–61쪽.
238. ↑  Dutton 2001, 162–64쪽.
239. ↑  Dutton 2001, 167–68쪽.
240. ↑  Dutton 2001, 172쪽.
241. ↑  Dutton 2001, 182–84쪽.
242. 1 2  Macklin 2006, 106–07쪽.
243. ↑  Dutton 2001, 7쪽.
244. ↑  Hadley 1941.
245. 1 2  Wickham Legg, L. G., 편집. (1949). 《Dictionary of National Biography 1931–1940》. 163쪽.

## 참고 문헌
- Allport, Alan. (2020) Britain at Bay: The Epic Story of the Second World War, 1938–1941 (Knopf).
- Courcy, John de (1940). 《Searchlight on Europe》. Eyre and Spottiswoode.
- Craig, F. W. S. (1977). 《British Parliamentary Election Results 1918–1949》 revis판. The Macmillan Press Ltd.
- Daniell, Raymond (1940년 11월 13일). “Commons tribute paid Chamberlain”. 《The New York Times》. 2009년 11월 6일에 확인함.
- Dawson, Sandra (2006). “Working-Class Consumers and the Campaign for Holidays with Pay (TCBH Postgraduate Essay Prize Winner for 2006)”. 《Twentieth Century British History》 (Oxford University) 18 (3): 277–305. doi:10.1093/tcbh/hwm005.
- Dilks, David (1984). 《Neville Chamberlain, Volume 1: Pioneering and Reform, 1869–1929》. Cambridge University Press. ISBN 978-0-521-89401-2.
- Dutton, David (2001). 《Neville Chamberlain》. Hodder Arnold. ISBN 978-0-340-70627-5.
- Englefield, Dermot (1995). 《Facts About the British Prime Ministers》. H. W. Wilson Co. ISBN 978-0-8242-0863-9.
- Faber, David (2008). 《Munich: The 1938 Appeasement Crisis》. Simon & Schuster. ISBN 978-1-84739-006-6.
- Feiling, Keith (1970). 《The Life of Neville Chamberlain》 Seco판. Archon Books.
- Hadley, W. W. (December 1941). “Neville Chamberlain. 1869–1940”. 《Obituary Notices of Fellows of the Royal Society》 3 (10): 731–34. doi:10.1098/rsbm.1941.0030. S2CID 153945780.
- Halsall, Paul, 편집. (August 1997). 〈Modern History Sourcebook: The Molotov-Ribbentrop Pact, 1939.〉. 《Internet Modern History Sourcebook》. Fordham University. 2009년 10월 22일에 확인함.
- Keyes, Ralph (2006). 《The Quote Verifier: Who Said What, Where, and When》. Macmillan. ISBN 978-0-312-34004-9.
- Macklin, Graham (2006). 《Chamberlain》. Haus Books. ISBN 978-1-904950-62-2.
- Margerie, Roland de, Journal, 1939–1940, Paris, Éditions Grasset et Fasquelle, 2010, 416 p. (ISBN 978-2246770411)
- Self, Robert, 편집. (2000–2002). 《The Neville Chamberlain Diary Letters, 1915-1933 (3 vols.)》. Ashgate Publishing.
- Self, Robert (2006). 《Neville Chamberlain: A Biography》. Ashgate. ISBN 978-0-7546-5615-9.
- Smart, Nick (1999). 《The National Government》. St Martin's Press. ISBN 978-0-312-22329-8.
- Smart, Nick (2010). 《Neville Chamberlain》. Routledge. ISBN 978-0-415-45865-8.
- Taylor, A. J. P. (1965). 《English History, 1914–1945》. Oxford University Press.

- Crozier, Andrew J. (September 2004). 〈Chamberlain, (Arthur) Neville (1869–1940), prime minister〉. 《옥스포드 영국 인명 사전》 온라인판. 옥스포드 대학교 출판부. doi:10.1093/ref:odnb/32347. (Subscription 또는 UK 공공도서관 회원 필수.) (구독 필요)
- “Purchasing Power of British Pounds 1264–2008”. MeasuringWorth. 2009년 12월 11일에 확인함.

## 추가 읽기
- Aster, Sidney (1997). 〈Guilty Man: the Case of Neville Chamberlain〉.   Finney, Patrick. 《The Origins of the Second World War》. Edward Arnold. 62–77쪽. ISBN 978-0-340-67640-0.
- Aster, Sidney (September 2002). “Viorel Virgil Tilea and the Origins of the Second World War: An Essay in Closure”. 《Diplomacy and Statecraft》 13 (3): 153–74. doi:10.1080/714000341. S2CID 154954097.
- Ball, Stuart, ‘Neville Chamberlain’, in C. Clarke, T. James, T. Bale & P. Diamond (eds), British Conservative Leaders (London: Biteback, 2015), 211–236.
- Bond, Brian (1983). 〈The Continental Commitment in British Strategy in the 1930s〉.   Mommsen, Wolfgang; Kettenacker, Lothar. 《The Fascist Challenge and the Policy of Appeasement》. George Allen & Unwin. 197–207쪽. ISBN 978-0-04-940068-9.
- Charmley, John, Chamberlain and the Lost Peace (1989)
- Crozier, Andrew J. (1988). 《Appeasement and Germany's Last Bid for Colonies》. Macmillan Press. ISBN 978-0-312-01546-6.
- Dilks, David, ‘The twilight war and the fall of France: Chamberlain and Churchill in 1940’, in Dilks, David (ed.), Retreat From Power: Volume 2, After 1939 (Basingstoke: Macmillan, 1981), 36–65.
- Dilks, David, Neville Chamberlain: Volume 1, 1869-1929 (Cambridge: Cambridge University Press, 1984)
- Dutton, David, Neville Chamberlain (London: Arnold, 2001)
- Eccleshall, Robert, and Graham Walker, eds. Biographical Dictionary of British Prime Ministers (1998) pp. 289–294. online
- Feiling, Keith, The Life of Neville Chamberlain (London, Macmillan, 1946)
- Gilbert, Martin (1966). 《The Roots of Appeasement》. New American Library.
- Goldstein, Erik (1999). 〈Neville Chamberlain, The British Official Mind and the Munich Crisis〉.   Mommsen, Wolfgang; Kettenacker, Lothar. 《The Munich Crisis 1938: Prelude to World War II》. Frank Cass. 276–92쪽. ISBN 978-0-7146-8056-9.
- Greenwood, Sean (1999). 〈The Phantom Crisis: Danzig, 1939〉.   Martel, Gordon. 《The Origins of the Second World War Reconsidered: A.J.P. Taylor and the Historians》. Routledge. 225–46쪽. ISBN 978-0-415-16325-5.
- Hyde, H. Montgomery (1976). 《Neville Chamberlain (British Prime Ministers)》. Weidenfeld & Nicolson. ISBN 978-0-29777-229-3.
- Kelly, Bernard.  (2009) "Drifting Towards War: The British Chiefs of Staff, the USSR and the Winter War, November 1939 – March 1940", Contemporary British History, (2009) 23:3 pp. 267–91, doi:10.1080/13619460903080010
- James, Michael F., Neville Chamberlain's Domestic Policies: Social Reform, Tariffs and Financial Orthodoxy (Lampeter: Edwin Mellen Press, 2010), ISBN 0773436421
- Kennedy, Paul; Imlay, Talbot (1999). 〈Appeasement〉.   Martel, Gordon. 《The Origins of the Second World War Reconsidered: A.J.P. Taylor and the Historians》. Routledge. 116–34쪽. ISBN 978-0-415-16325-5.
- Loades, David, ed. Reader's Guide to British History (2003) 1: 244–45; historiography
- McDonough, Frank (1998). 《Neville Chamberlain, Appeasement and the British Road to War》. Manchester University Press. ISBN 978-0-7190-4832-6.
- McDonough, Frank (2001). 《Hitler, Chamberlain and Appeasement》. Cambridge University Press. ISBN 978-0-521-00048-2.
- Macklin, Graham, Chamberlain (London: Haus, 2006)
- Milton, Nicholas (2019). 《Neville Chamberlain's Legacy: Hitler, Munich and the Path to War》. Pen & Sword. ISBN 978-1-526-73225-5.
- Macleod, Iain, Neville Chamberlain (London: Muller, 1961)
- Petrie, Charles (1938). 《The Chamberlain Tradition》 Fir American판. Frederick A. Stokes.
- Redihan, Erin. "Neville Chamberlain and Norway: The Trouble with 'A Man of Peace' in a Time of War." New England Journal of History (2013) 69#1/2 pp. 1–18.
- Self, Robert, Neville Chamberlain (Aldershot: Ashgate, 2006)
- Smart, Nick, Neville Chamberlain (London: Routledge, 2009)
- Stewart, Graham (2000). 《Burying Caesar: Churchill, Chamberlain, and the Battle for the Tory Party》 revis판. Phoenix. ISBN 978-0-7538-1060-6.
- Strang, Bruce (1996). “Once More unto the Breach: Britain's Guarantee to Poland, March 1939”. 《Journal of Contemporary History》 31 (4): 721–52. doi:10.1177/002200949603100406. S2CID 159558319.
- Watt, D. C. (1989). 《How War Came: The Immediate Origins of the Second World War, 1938–1939》. Heinemann. ISBN 978-0-394-57916-0.
- Weinberg, Gerhard (2010). 《Hitler's Foreign Policy, 1933–1939: The Road to World War II》. Enigma Books. ISBN 978-1-929631-91-9.
- Wheeler-Bennett, John (1948). 《Munich: Prologue to Tragedy》. Duell, Sloan and Pearce.